# История Киева

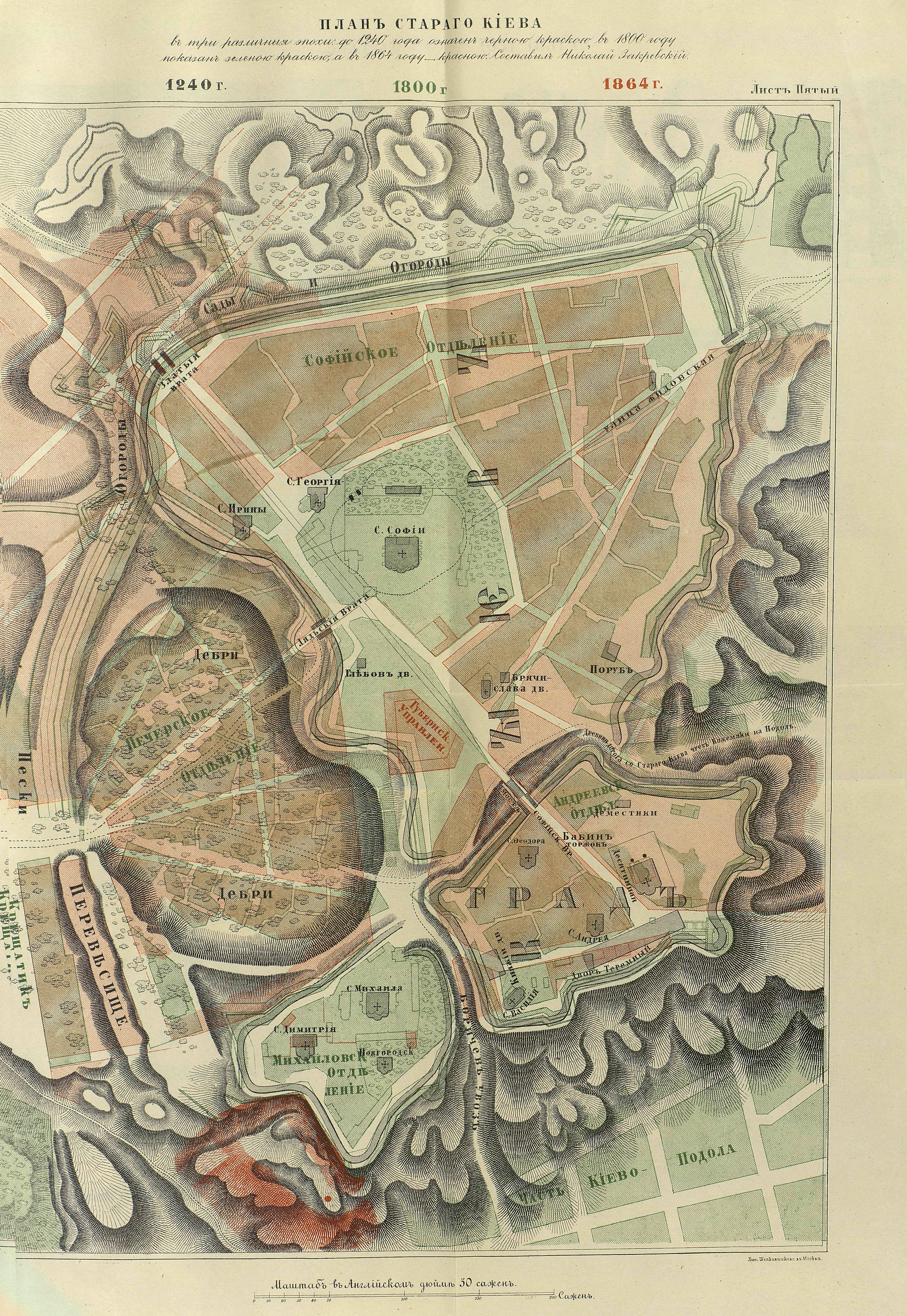
План старого Киева. Закревский Н. В. «Описание Киева». — Москва, 1868. Т. 2

История Киева — столицы Украины и её крупнейшего города — насчитывает как минимум 1200 лет. Согласно легенде, Киев был основан тремя братьями: Кием, Щеком, Хоривом и их сестрой Лыбедью и назван в честь Кия, старшего брата. Также предание гласит, что появление большого города на холмистых берегах реки Днепра было предсказано Андреем Первозванным.
Точная дата основания города не установлена. Первое славянское поселение, по некоторым предположениям, существовало на территории современного города ещё в VI веке. В 882 году Киев стал столицей Руси и в X—XII веках достиг своего расцвета. В результате монгольского нашествия на Русь был разрушен и пришёл в упадок. В последующие века Киев был центром административных единиц в составе Великого княжества Литовского, Речи Посполитой и Русского царства, которое трансформировалось в Российскую империю.
Киев сильно вырос за время промышленной революции конца XIX века. В период Гражданской войны город оказался в центре нескольких вооружённых конфликтов и успел побывать столицей нескольких украинских государств. С 1922 года входил в состав Советского Союза, в 1934 году стал столицей Советской Украины. Во время Великой Отечественной войны город подвергся серьёзным разрушениям, многие древние памятники были утрачены в годы «сталинской» реконструкции городского центра. После войны стал третьим по величине городом Советского Союза после Москвы и Ленинграда, столицей второй по численности населения советской республики. С момента распада Советского Союза в 1991 году Киев является столицей независимой Украины.

## Доисторический период
Археологические раскопки показывают, что люди жили на территории Киева ещё с эпохи верхнего палеолита — 20—15 тыс. л. н. (Кирилловская стоянка). Период энеолита (медный век) представлен трипольской культурой (находки Викентия Хвойки на ул. Кирилловской, 55), памятники и периоды которой исследователи разделяют на три этапа: ранний (4500—3500), средний (3500—2750) и поздний (2750—2000 гг. до н. э.). Для юго-запада Киевской области в период бронзового века характерна белогрудовская культура. Зарубинецкая культура характерна для северо-запада Киевщины второй половины 1-го тыс. до н. э. — первой половины 1-го тыс. н. э. Слои зарубинецкой культуры обнаружены на большинстве возвышенностей будущего древнерусского Киева, но единственное зарубинецкое поселение, которое функционировало в III—IV веках, находилось на первой пойменной террасе северной окраины Оболони (урочище Луг IV). Железный век на территории современного Киева и Киевской области представлен черняховской археологической культурой, которая существовала на рубеже II—III веков — рубеже IV—V веков в лесостепи и степи от Нижнего Подунавья на западе до левобережья Днепра и Черниговщины на востоке. Древнейшие поселения этой археологической культуры на Андреевской горе датируются II—III веками нашей эры. В Киеве фрагменты черняховской гончарной керамики найдены на террасе Замковой горы в культурном слое, предшествующем слою с керамикой лука-райковецкой культуры.

## Этимология
| Названия Киева в трудах средневековых зарубежных хронистов | Названия Киева в трудах средневековых зарубежных хронистов | Названия Киева в трудах средневековых зарубежных хронистов | Названия Киева в трудах средневековых зарубежных хронистов |
| название Киева                                             | источник                                                   | автор (летописец)                                          | язык                                                       |
| ---------------------------------------------------------- | ---------------------------------------------------------- | ---------------------------------------------------------- | ---------------------------------------------------------- |
| Kænugaðr                                                   | Тидрек-сага                                                |                                                            | древненорвежский                                           |
| Chive                                                      | Деяния гамбургских епископов                               | Адам Бременский                                            | латынь                                                     |
| Chungard                                                   | Славянская хроника                                         | Гельмольд                                                  | латынь                                                     |

Топоним «Киев» не получил в науке однозначного объяснения. Согласно летописи, название города происходит от имени его основателя.
Согласно русским летописям и ряду других источников, начиная с «Повести временных лет» начала XII века, предположительно, отразившей древнерусское предание о происхождении полян, на днепровских «горах» (холмах) жил человек по имени Кий вместе со своими младшими братьями Щеком, Хоривом и сестрой Лыбедью. Каждый из братьев основал поселение на одном из трёх холмов. Кий построил город на правом высоком берегу Днепра, названный в честь него Киевом. От Кия и его братьев летописцы выводили полянское племя. Легенда известна также в древнеармянской передаче у армянского историка Зиновия Глака («История Тарона») о братьях по имени Kuaṙ и Хоṙеаn и городе Kuaṙi в стране Paluni. Академик Б. А. Рыбаков считает, что славяне соприкоснулись с армянами в эпоху византийского императора Маврикия (582—602), когда славяне отвоевали у империи Фракию и низовья Дуная, а Византия направила сюда армянский корпус во главе со Смбатом Багратуни. Впоследствии польский историк XVI века М. Стрыйковский в своей хронике воспроизвёл эту легенду, датировав основание Киева 430 годом. Город, основанный Кием и его братьями, был настолько незначительным поселением, что летописец пишет «градок» (городок). Составители «Повести временных лет» приводят и другую легенду (хотя и отвергают её как неправдоподобную) о том, что Кий был перевозчиком на Днепре, а город получил название потому что люди говорили: «На перевозъ на Киевъ» (то есть «на перевоз Кия»).

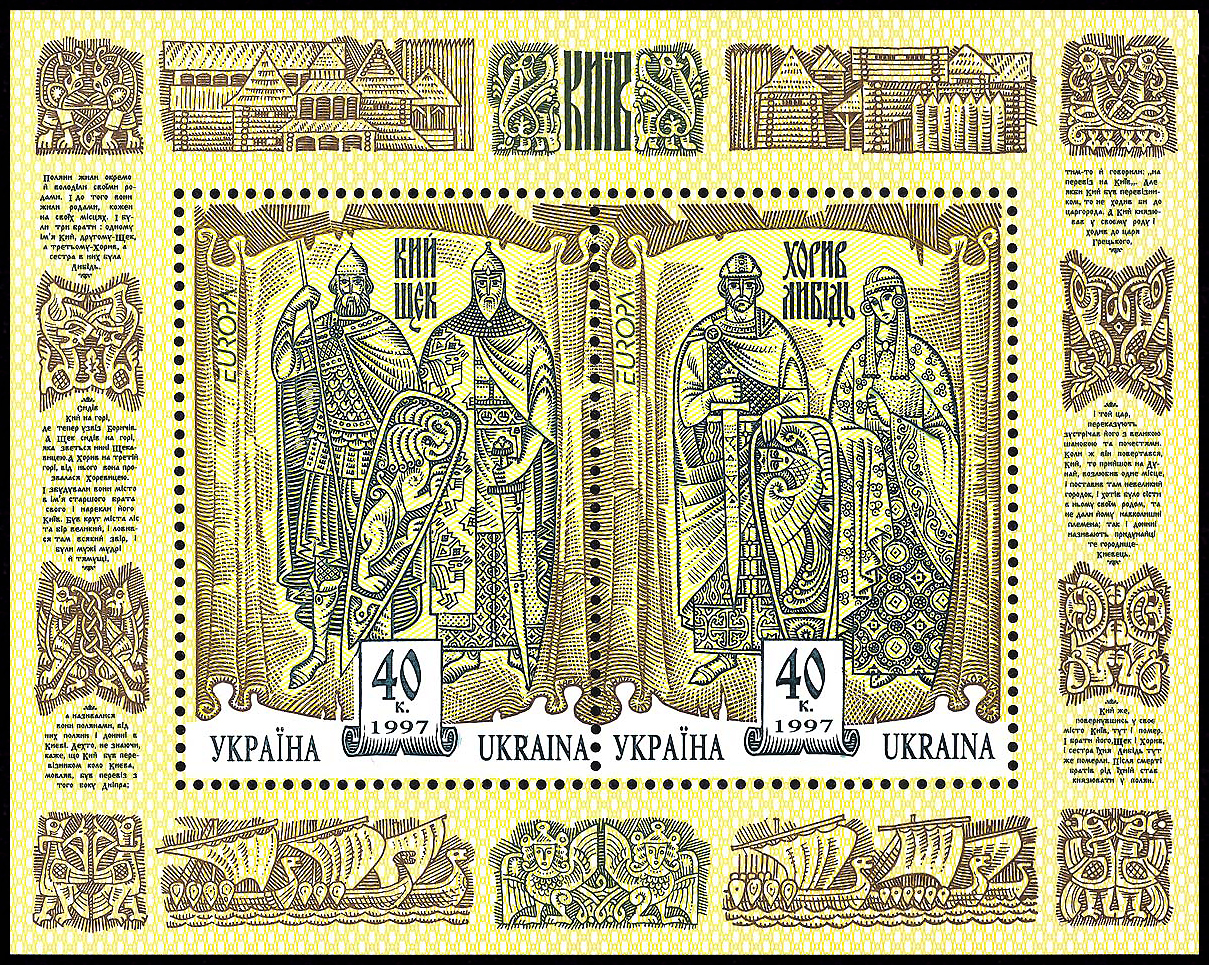
Легендарные основатели Киева на почтовом блоке Украины, 1997

Однако ряд учёных считает легенду об основателях Киева этимологическим мифом, призванным объяснить названия киевских местностей. Имена этих персонажей производны от киевских топонимов (Киев, «горы» Щекавица и Хоревица, река Лыбедь, приток Днепра), а не наоборот. Данные персонажи рассматриваются как генеалогические герои, герои мифологического эпоса, связанные с началом мифологизированной исторической традиции.
Народная этимология объясняет название Киева тем, что его первыми жителями были рабочие (кияне, кияны), которые обслуживали переправу через Днепр. Переправа представляла собой деревянный настил на столбах (киях) вбитых в дно. Сходные топонимы известны и в других славянских землях (например, Кийево в Хорватии, Куявия в Польше). Упоминающийся в Тидрек-Саге топоним Кэнугард является лишь калькой от др.-рус. *Кыян(ов)ъ-городъ — близкого к былинному названию Киева
Украинско-американский историк Омельян Прицак считал происхождение топонима тюркским или еврейским. Мнение об основании города хазарами разделял также Г. Вернадский.

## Ранняя история

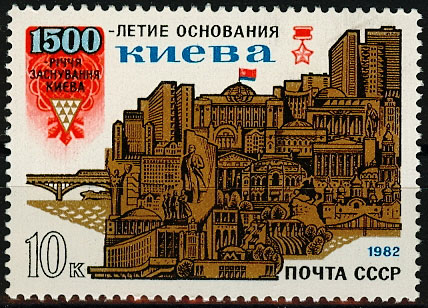
Почтовая марка СССР «1500-летие основания Киева», 1982

Результаты археологических раскопок свидетельствуют, что уже в конце VI — начале VII века на Старокиевской горе на правом берегу Днепра существовало поселение, о чём свидетельствуют находки остатков жилищ, керамики, византийских монет императоров Анастасия I (491—518) и Юстиниана I (527—565), амфор, многочисленных ювелирных изделий (фибулы, броши, браслеты). На основе этих данных, по свидетельству П. П. Толочко, академик П. Т. Тронько согласился отметить в 1982 году не 2500-летие, а 1500-летие Киева, что и поддержал лидер советской Украины Владимир Щербицкий. Эта концепция рассматривалась в то время как общепринятая, однако, в противоположность «юбилейной концепции», значительная часть историков и археологов как и прежде считает, ссылаясь на данные археологии, что образование Киева как города проходило на рубеже IX и X веков; при этом не видит оснований для утверждения о генетической преемственности города и поселений V—VIII веков.
Наиболее ранние комплексы пражской культуры («типа Корчак») конца IV — первой половины VI века обнаружены на севере Оболони в урочище Луг IV на большой дюне в пойме Днепра, на склоне Старокиевской горы и в усадьбе Кривцова. Старокиевское пражское поселение моложе Оболонского.
В жилище VII—VIII веков, открытом на северо-западных склоне Старокиевской горы, обнаружены печь, лепная керамика, пряслице с изображением трезубца, кости рыб и птиц. Лепная керамика имеет много общего с ранними керамическими комплексами из Плеснеска и других поселений Поднепровья и Побужья.
На рубеже VII—VIII веков Киев по уровню социально-экономического развития по сравнению с синхронным Пастырским городищем был рядовым поселением и не мог быть «племенным центром», как и в последующий волынцевский период. С разгромом Пастырского городища в начале VIII века и с глубоким проникновением кочевников-носителей перещепинской культуры в лесостепь, достигших Киевщины, связан киевский клад, найденный в 1892 году. Славянское население поселения на Старокиевской горе в это время было связано с «пастырско-пеньковским» ареалом, а не с пражским.
Слои волынцевской культуры середины VIII — начала IX века обнаружены на Старокиевской горе и под северной галереей Десятинной церкви. В первой трети IX века волынцевское поселение на Старокиевской горе сгорело, возможно одновременно с соседними Ходосовкой I и Обуховом II, а также более отдалённым Битицким городищем. Именно правобережный ареал волынцевской культуры соответствует зоне расселения летописных полян.
Во второй половине IX века на территории будущего Киева появляются поселения лука-райковецкой культуры. Самым крупным из них во второй половине IX века было неукреплённое поселение на Замковой горе (площадь 2,5 га), полностью обособленное от остального массива Киевских гор. Остальные крайне небольшие лука-райковецкие поселения опоясывали Замковую гору (Киселёвку) кольцом: селище Кудрявец с запада, селище на холме Детинка и слабоукреплённое городище на Старокиевской горе (1,5 га) с юга, селище на горе Воздыхальница с востока. Топография Киева второй половины IX века похожа на миниатюрное славянское «гнездо поселений», только в «гнёздах» расстояния от городища до отдельных поселений обычно бывают больше. Возможно, на рубеже IX—X веков — в первой половине X века Старокиевское городище на одноимённой горе, условное называемое городком Кия, являлось по отношению к Киселёвке (Замковой горе) как святилищем, так и городищем-убежищем.
В 880-х годах возникает Подол, подчиняются и частью переселяются в Киев с Левобережья Днепра северяне (носители роменской культуры) — комплексы с артефактами роменской культуры открыты в нижних слоях усадьбы на Житнем рынке Подола. Наиболее ранняя киевская дендродата на одной из построек Подола относится к 887 году. В конце IX века — первой половине X века небольшая группа роменцев заняла террасу ниже городища на северном склоне Старокиевской горы.
Таким образом, в конце IX века Киев начинает обретать признаки средневекового города с полиэтничным составом населения. На Старокиевской горе начинает формироваться курганный могильник Некрополь I. В материалах курганного некрополя, возникшего в Верхнем городе появляются новые формы погребального обряда, подчёркивающие высокий статус умерших (высокие курганные насыпи, погребения в камерах), появляются новые влияния в вещевом комплексе (скандинавские, венгерские, «восточные»), маркирующие формирование «дружинной моды». В Некрополе I на Старокиевской горе срубы камерных погребений сооружались в двух техниках рубки углов срубов: «в обло» и «в лапу». В ряде случаев в Киеве, Гнёздове, Шестовицах, Чернигове и Тимерёве исследователями отмечено существование камер отличной и от срубной, и от столбовой конструкций. В большинстве погребений конца IX — начала X века в Киеве и на Среднем Поднепровье тело покойного было помещено в могильную яму головой на запад. В семи камерных погребениях Киева обнаружены мечи каролингского типа. По характеру и деталям погребальной обрядности киевские трупоположения имеют прямые аналогии в раннехристианских памятниках на территории Великой Моравии в Старом месте, Микульчице, Поганьско (близ Бржецлава), Скалице, Стара-Коуржим, Колине и Желенках. Прямые аналогии в погребениях знати свидетельствуют об этнокультурном родстве правящей элиты Киева и карпатских русин. Борживой Достал, отмечая сходство инвентаря, писал о полной идентичности дружинных могил Киева и Чернигова погребениям в Великой Моравии. Археологи А. Н. Кирпичников, Г. С. Лебедев, В. А. Булкин, И. В. Дубов пришли к выводу, что в киевском некрополе имеется только одно скандинавское погребение из 146 — столбовое камерное погребение с северной ориентацией № 114, датируемое к концом X—началом XI века.
В начале X веке на Юрковице (Лысой горе) над поймой Почайны в стороне от основного ядра киевских археологических памятников формируется особый торгово-ремесленный центр с городищем и примыкающим к нему могильником Некрополь II, тянущимся вдоль подножия Кирилловских высот, обряд погребения на котором идентичен обрядам могильника на Старокиевской горе. Поселение Х — начала XI века на Юрковице (Лысой горе) являлось форпостом, защищавшим Киев с северо-запада.
На протяжении большей части IX века Киев находился в нестабильной зоне венгро-хазарского конфликта. Согласно «Повести временных лет», во второй половине IX века в Киеве княжили дружинники варяга Рюрика, Аскольд и Дир, освободившие полян от хазарской зависимости. Киев выступает уже в роли центра земли полян («Польской земли»), а летописец называет его не «градком», а «градом».

В 882 году Киев был завоёван князем Олегом, пришедшим, согласно разным летописным версиям, из Ладоги или Новгорода. Олег перенёс в Киев свою резиденцию, при этом, согласно русским летописям, сказав: «Се буди мати городом русскымъ». С этого момента Киев стал столицей Древнерусского государства (Киевской Руси). На это же время приходится и рост масштабов строительства на территории Киева, об этом свидетельствуют археологические материалы, обнаруженные в Верхнем городе, на Подоле, Кирилловской горе, Печерске. Строительство было обусловлено быстрым увеличением количества населения города, прибывшего из разных регионов Руси. Во время переселения из Поволжья на берега Дуная в конце IX века на территории современного Киева останавливались венгры: 
Идоша угры мимо Киева, горою еже ся зовёт ныне Угорское, и пришедше к Днепру, сташа вежами.
Летописец, рассказывая о прибытии послов древлян к княгине Ольге, пишет, что «Тогда ведь вода текла возле горы Киевской и на Подоле не жили люди, но на горе. Город же Киев был там, где ныне двор Гордятин и Никифоров, а двор княжий был в городе, где ныне двор Воротиславль и Чюдин, а перевесище было вне города, и был вне города двор другой, где двор деместика за святой Богородицей над горою, двор теремный, потому что тут был терем каменный». С. Л. Кузьмин связывал с походом Ольги пожар в Старой Ладоге, охвативший ок. 950 года участок Земляного городища и часть Варяжской улицы и уничтоживший застройку VIII яруса. После разгрома Гнёздова в середине X века, в погребениях Верхнего Киева начинают появляться относительно поздние типы каролингских мечей JP X, Y, N и V, а также женские и мужские украшения, орнаментированные в стилях Борре, Еллинг и клада из Хиддензе (ок. XI века).
Только в конце X века отдельные поселения слились в единое поселение городского характера.
На возвышенности Андреевская гора, расположенной восточнее Старокиевской, в усадьбе Петровского по адресу Андреевский спуск № 36-38 в 1907—1908 годах В. В. Хвойка вёл раскопки и объявил о находке языческого святилища, сложенного насухо из неотесанных камней, к югу от площадки капища по его мнению располагался жертвенник. Однако, сам состав камней «капища» аналогичен материалу фундамента Десятинной церкви, включая красный кварцит из района Овруча, а слой, на котором уложена вымостка, включал обломки тонкостенной гончарной посуды не ранее второй половины X века. Так называемый «жертвенник» и нетронутый слой над «капищем» — материалы XI—XII веков. Фундамент неизвестного сооружения, обнаруженный на Старокиевской горе в 1975 году на территории «города Владимира» (ул. Владимирская, д. № 3) и объявленный остатком «пантеона», созданного Владимиром Святославичем в 980 году, оказался частью фундамента ворот с надвратной церковью XII века, входивших в единый комплекс с обнаруженной рядом ротондой и построенных с использованием в качестве забутовки фундамента строительного материала плинфы Десятинной церкви конца X века вместе с обломками плинфы XII века.
Одним из первых документов, где упоминается название Киева (Qiyyob), является Киевское письмо, написанное в X веке местной еврейской общиной. В арабских сочинениях того же периода (Ибн Хаукаль, Истахри и др.) Киев (Куйаба) фигурирует как центр одной из групп русов, наряду с Новгородом (ас-Славией) и Арсанией (идентификация последнего пункта не ясна). В другой части повествования у тех же авторов Киев противопоставляется русам, что, вероятно, отражает более раннее положение дел. В византийском трактате «Об управлении империей» Киев фигурирует под неславянским, возможно хазарским, названием Самватас, что, согласно одной из трактовок, означает «верхние укрепления». По одной из гипотез, означенные укрепления (или их ядро) географически располагались у устья Лыбеди, вблизи киевской кораблестроительной верфи, как места стоянки флота, сбора и снаряжения морских военных и торговых экспедиций.

## Столица Руси (IX—XII века)

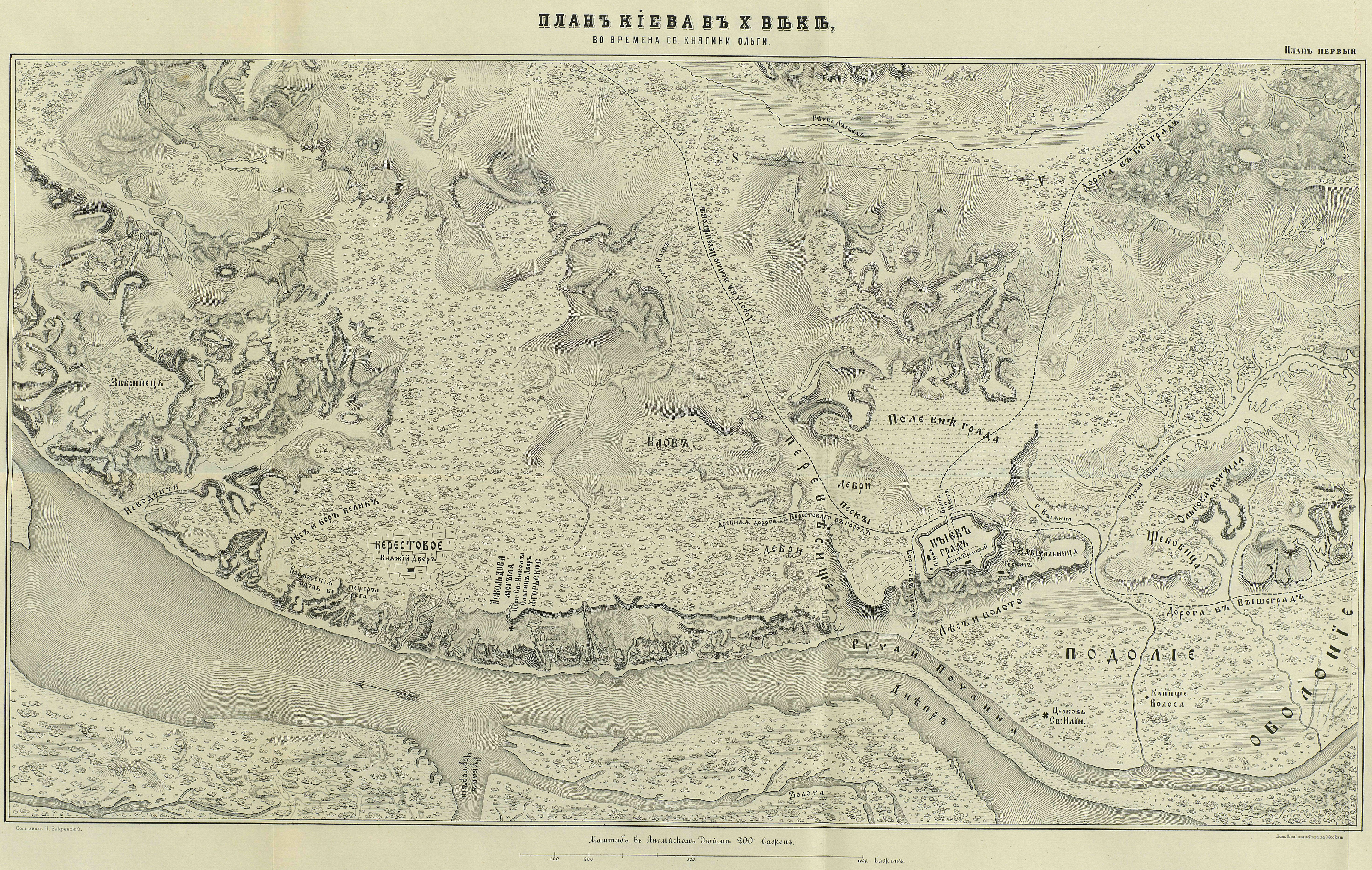
План Киева в X веке (во времена княгини Ольги). Закревский Н. В. «Описание Киева». — Москва, 1868. Т.2

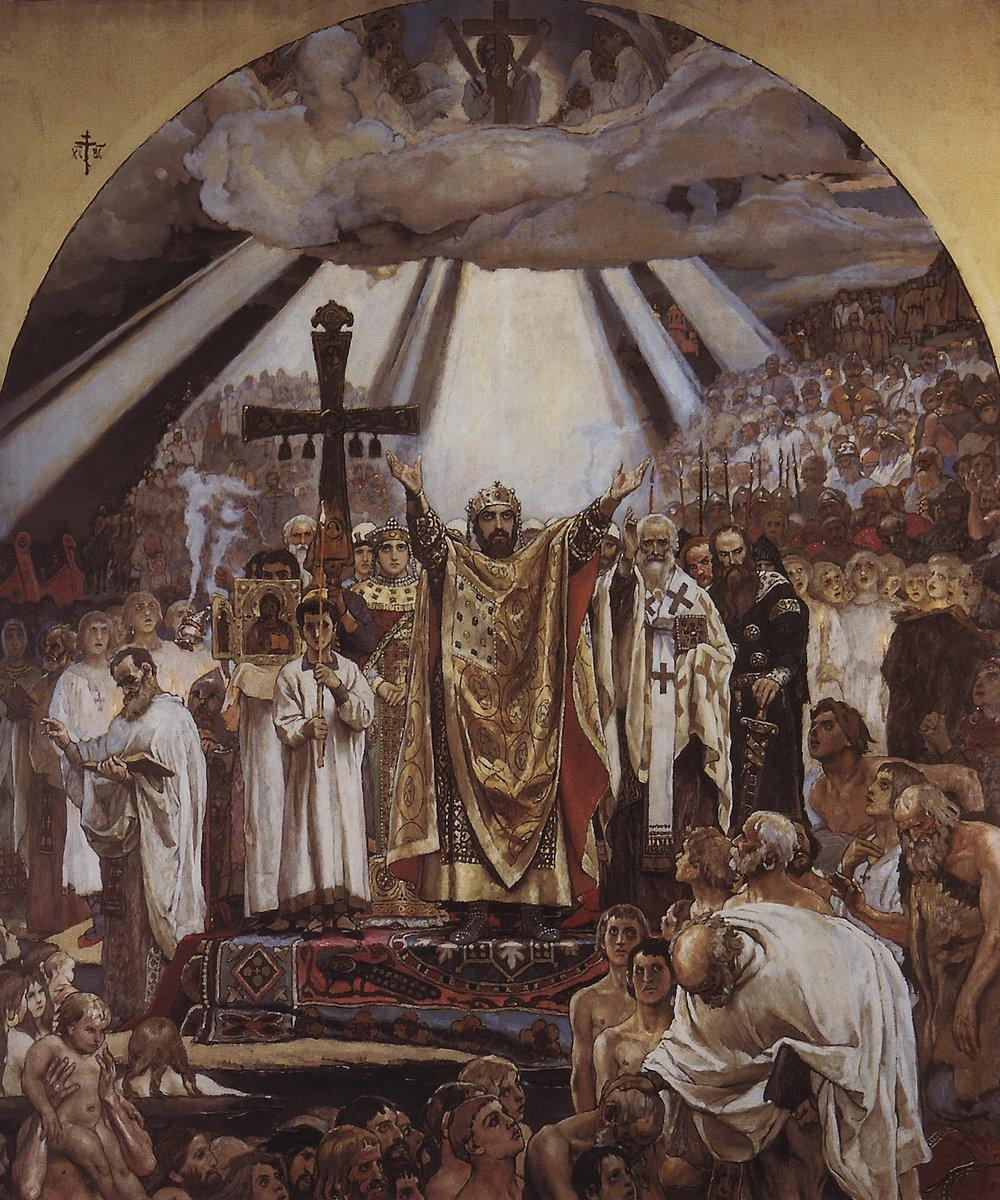
Крещение Руси

Начиная с захвата города Олегом и до середины XIII века Киев был столицей Руси. Киевские великие князья традиционно имели верховенство над князьями других русских земель, и киевский стол был главной целью во внутридинастических соперничествах. В 968 году город выдержал осаду печенегов, в чём имелась заслуга укреплённых форпостов Киева, самым крупным из которых был Вышгород. Летописные упоминания об этом городе-крепости прерываются после нашествия Батыя 1240 года.
В 988 году, по приказу князя Владимира жители города были крещены в Днепре. Русь стала христианским государством, была основана Киевская митрополия, просуществовавшая в общерусских границах до 1458 года. В 990 году началось строительство первой на Руси каменной церкви — Десятинной. Согласно церковному преданию, она была построена на месте убийства первомучеников Феодора и его сына Иоанна.
В IX—X веках город застраивался кварталами срубных и каркасно-столбовых сооружений; княжеская часть имела также каменные дома. На Подоле, как свидетельствует «Повесть временных лет», в первой половине X века действовал христианский храм — соборная церковь святого пророка Ильи.
Во время правления Владимира Киев примерно на треть состоял из княжеских земель, на которых располагался дворец. Город Владимира был обнесён земляным валом и рвом. Центральным входом служили каменные Градские (позднее — Софийские, Батыевы) ворота. Территория города Владимира занимала около 10—12 га. Валы города Владимира имели в своей основе деревянные конструкции и до наших дней не сохранились.
В то время Киев поддерживал широкие международные связи: с Византией, странами Востока, Скандинавией, Западной Европой. Убедительные свидетельства этого содержатся в письменных источниках, а также в археологических материалах: на территории Киева обнаружено около 11 тысяч арабских дирхемов VII—X веков, сотни византийских и западноевропейских монет, византийские амфоры и многие другие артефакты иностранного происхождения.
После смерти князя Владимира престол, по завещанию, должен был занять его сын, Борис. Однако другой сын Владимира, Святополк, организовал убийство Бориса и второго вероятного наследника, Глеба. Тем не менее, Святополк потерпел поражение от войск Ярослава Мудрого в битве под Любечем и потерял киевское княжение. Он попросил польского короля Болеслава I о помощи. Тот согласился и предпринял поход на Киев. Разбив на берегах Буга войско Ярослава Мудрого, Болеслав со Святополком вошли в Киев. Но жители Киева не приняли нового князя. В 1018 году состоялось восстание, в результате которого на престол был возвращён Ярослав.

По словам немца Титмара Мерзебургского, Киев начала XI века был большим городом, с 400 храмами и 8 торжищами. Адам Бременский в начале 70-х годов XI века называл его «соперником Константинополя». Киев достиг своего «золотого века» в середине XI века при Ярославе Мудром. Город существенно увеличился в размерах. Кроме княжеского двора, на его территории находились дворы других сыновей Владимира и прочих высокопоставленных лиц (всего около десяти). Было три входа в город: Золотые ворота, Лядские ворота, Жидовские ворота. О строительстве города Ярослава летописи упоминают под 1037 годом. 
В лето 6545 (1037 г.) с заложи Ярослав город великий Киев, у него же града суть Златая врата; заложи же и церковь святые Софья, митрополью, и посемь церковь на Золотых воротах Богородица.«Повесть временных лет»
Город Ярослава располагался на площади свыше 60 га, был окружён рвом с водой глубиной 12 м и высоким валом длиной 3,5 км, шириной у основания 30 м, общей высотой с деревянным частоколом до 16 м.

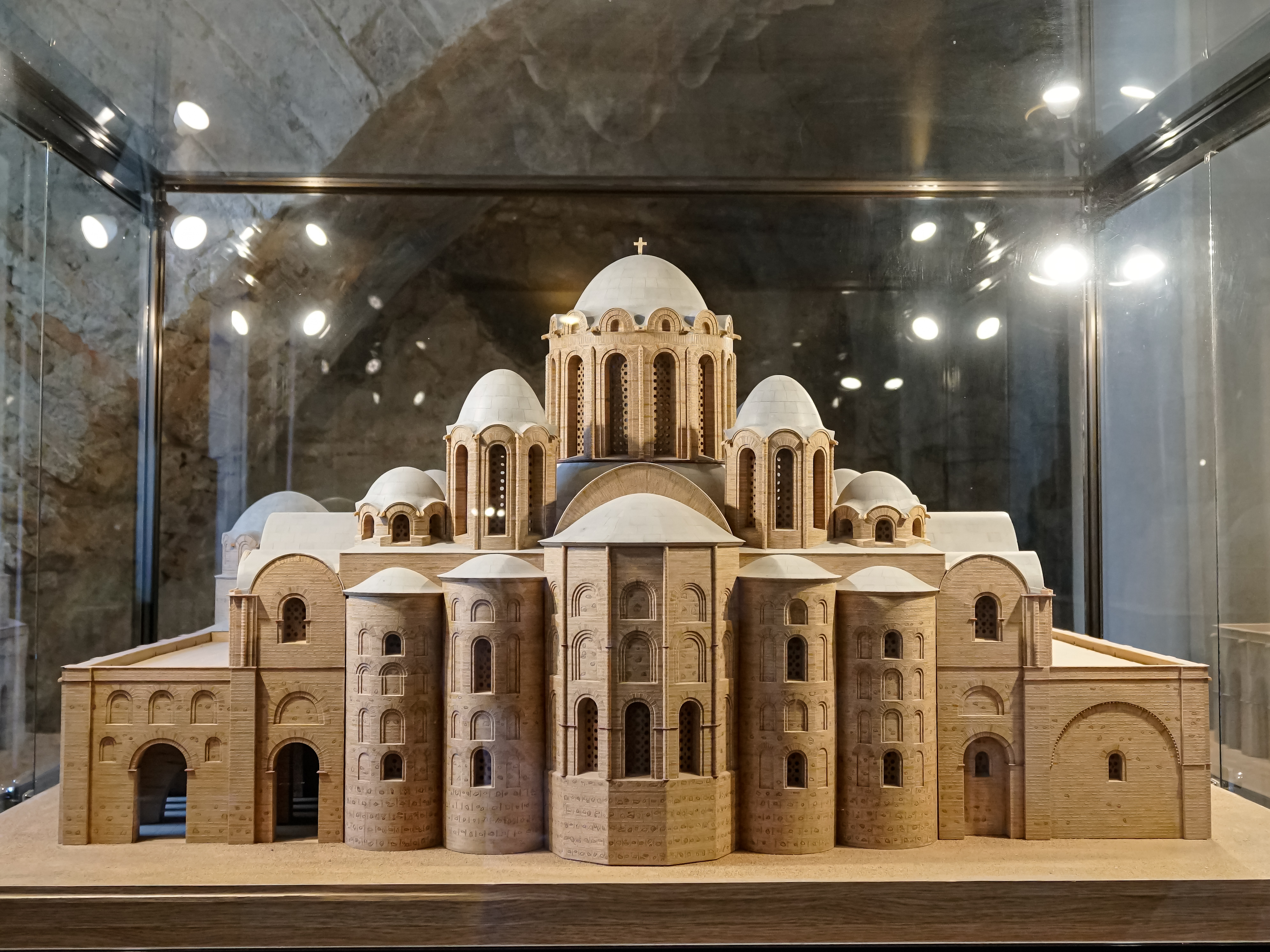
Макет-реконструкция первоначального облика Софийского собора в Киеве

В период правления Ярослава Мудрого был построен Софийский собор с многочисленными фресками и мозаиками, наиболее известной из них является Богоматерь Оранта. В 1051 году князь Ярослав собрал епископов в Софийском соборе и избрал митрополитом местного уроженца Илариона, чем продемонстрировал конфессиональную независимость от Византии. В том же году монахом Антонием Печерским была основана Киево-Печерская лавра. Сооснователем Печерского монастыря стал один из первых учеников Антония — Феодосий. Князь Святослав II Ярославич подарил монастырю плато над пещерами, где позже выросли каменные храмы, украшенные живописью, кельи, крепостные башни и другие строения. С монастырём связаны имена летописца Нестора, художника Алипия. В 1054 году состоялся раскол христианской церкви, но Киеву удалось сохранить хорошие отношения с Римом.
Третьей по времени возникновения частью старого Киева стал так называемый город Изяслава-Святополка, центром которого был Михайловский Златоверхий монастырь. От Старокиевского плато его отделял овраг-балка, вдоль которой, по одной из версий, проходил летописный взвоз Боричев, где когда-то была старорусская таможня. В 1068 году было организовано вечевое выступление против Изяслава после поражения русских войск в битве с половцами на реке Альте. В итоге Изяслав был вынужден бежать в Польшу, престол временно занял Всеслав Брячиславич.
Третьей четвертью XI века (1050—1075 гг.) датируется новгородская берестяная грамота № 915, в которой упоминается Киев.
В Лаврентьевской летописи сообщается о большом количестве умерших в Киеве зимой 1092 года: «В си же веремена мнози человеци умираху различными недугы, якоже глаголаху продающе корсты (гробы), яко продахомъ корсты от Филипова дне до мясопуста 7 тысячь».

## Распад Киевской Руси и феодальная раздробленность (XII—XIV века)

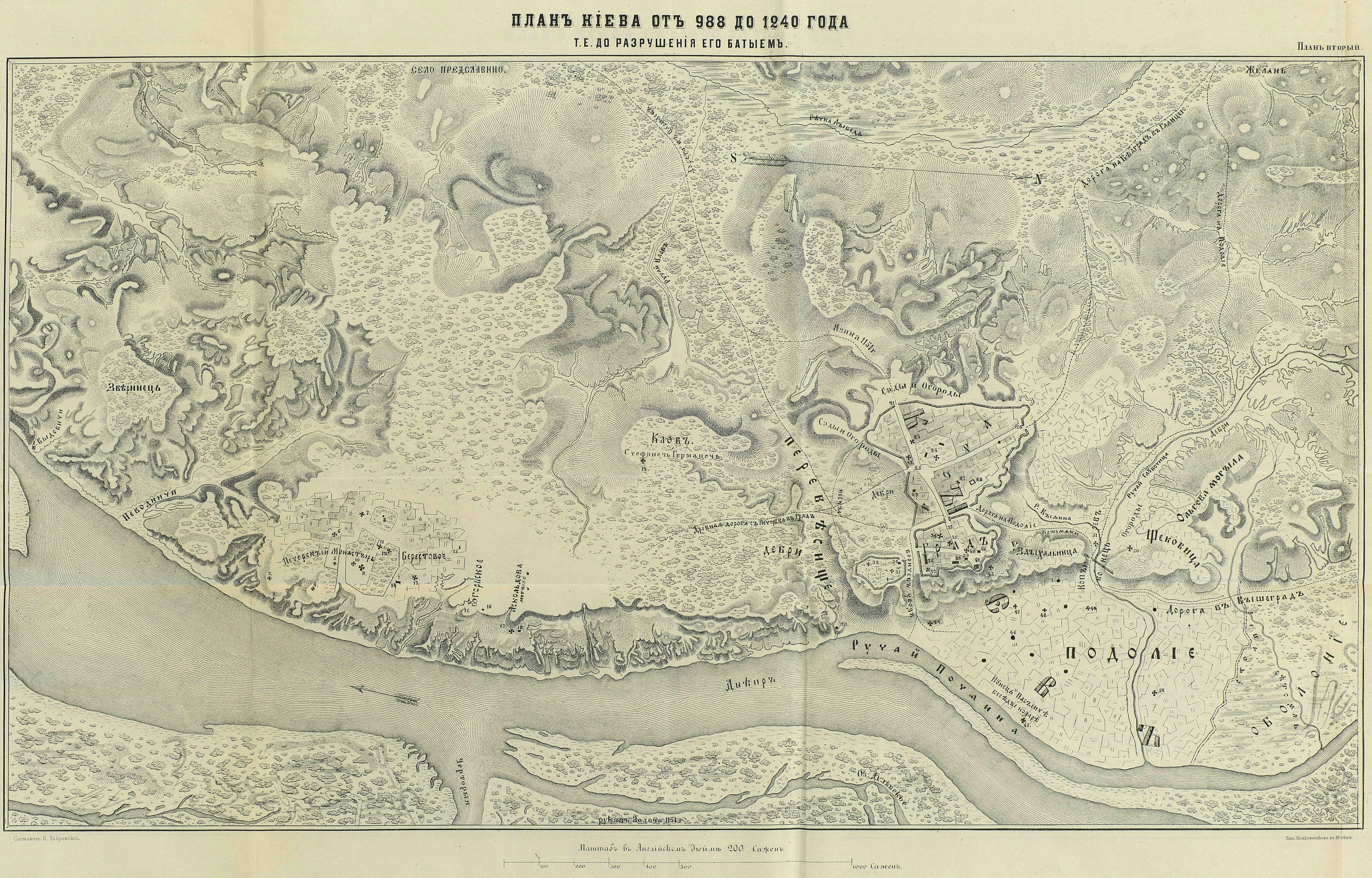
План Киева от 988 до 1240 года, то есть до разрушения его Батыем. Закревский Н. В. «Описание Киева.» — Москва, 1868. Т.2.

После смерти киевского князя Святополка Изяславича (1113) в Киеве состоялось народное восстание; верхи киевского общества призвали на княжение Владимира Мономаха (4 мая 1113 года). Став киевским князем, он подавил восстание, но в то же время вынужден был законодательным путём несколько смягчить положение низов. Так был создан «Устав о резах» в составе «Устава Владимира Всеволодовича», который вошёл в состав Пространной редакции Русской Правды. Этот устав ограничил прибыли ростовщиков, определял условия закабаления и, не покушаясь на основы феодальных отношений, облегчал положение должников и закупов.
Древнеславянская столица времён правления Ярославичей и Владимира Мономаха олицетворяла в застройке отсутствие монолитности и скупченности, напротив, только в древнем Киеве впервые были применены приёмы проектирования улиц и площадей с учётом законодательной основы, регулирующей эстетическую сторону строительства жилья. Крупнейшим районом древнего Киева был Подол. Его площадь в XII—XIII веках составляла 200 га (площадь всего города XI—XIII веках по подсчётам П. П. Толочко составляла около 400 га, а численность населения достигала 50 тыс. человек). Он также был известен своими укреплениями, так называемыми столпиями, которые упоминаются в летописи XII века. В центре Подола было летописное «Торговище», вокруг которого стояли монументальные культовые сооружения: церковь Пирогоща (1131—1135), Борисоглебская и Михайловская церкви. Массовая застройка Киева была преимущественно деревянной, её составляли кварталы срубных и каркасно-столбовых зданий, преимущественно двухэтажных. Планировка города была усадебно-уличной.
Экономической основой города были: сельскохозяйственное производство, ремесло, а также торговля. На территории, где располагались районы древнего Киева, были обнаружены остатки мастерских, изделия из глины, чёрных и цветных металлов, камня, кости, стекла, дерева и других материалов. Они свидетельствуют, что в XII веке в Киеве работали ремесленники более 60 специальностей.

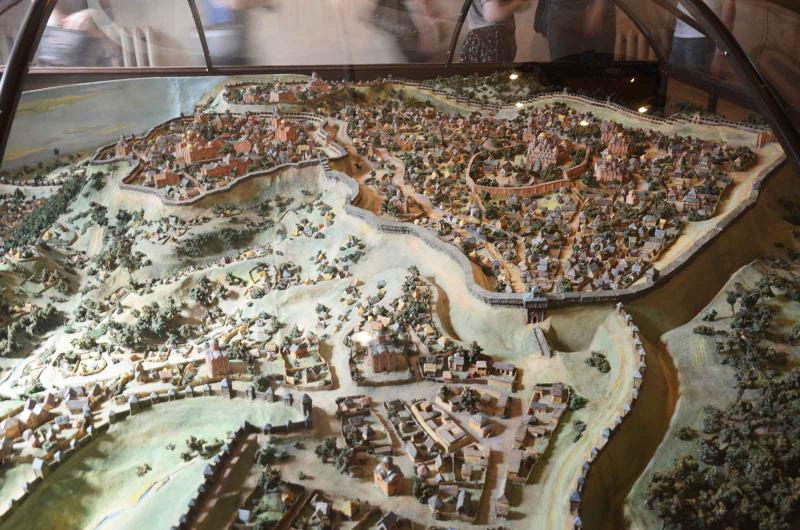
Макет древнерусского Киева. Слева на Старокиевской горе расположен детинец — город Владимира, справа от него обширный город Ярослава, на заднем плане небольшой город Изяслава-Святополка

На Руси владение Киевским великокняжеским столом принадлежало (по крайней мере, теоретически) старшему в роде и обеспечивало верховную власть над удельными князьями. Киев оставался реальным политическим центром Русской земли, по крайней мере, до смерти Владимира Мономаха и его сына Мстислава Великого (в 1132 году). Возвышение отдельных земель с собственными династиями в течение XII века подорвало политическое значение города, постепенно превратив его в почётный приз самому сильному князю и, соответственно, в яблоко раздора. В отличие от других земель, в Киевском княжестве не сложилось собственной династии. Основная борьба за него велась между князьями из четырёх русских княжеств: Владимиро-Суздальского, Волынского, Смоленского и Черниговского.
В 1169 году Андрей Боголюбский отправил на штурм Киева объединённые войска Ростиславичей и Ольговичей, а также других союзников князя, во главе со своим сыном Мстиславом. Впервые за период междоусобиц Киев был взят «копьём» (приступом) и подвергнут двухдневному разграблению. Множество киевлян были уведены в плен. «И бысть в Киеве на всих человецах стенание и туга, и скорбь неутишимая». Боголюбский стал первым князь который не стал занимать Киев — престол был передан его младшему брату Глебу Юрьевичу Переяславскому, сам Андрей остался во Владимире-на-Клязьме. Два дня суздальцы и смоляне грабили и жгли город, дворцы и храмы. «Митрополия» (Софийский собор) была разграблена наравне с другими храмами. В монастырях и церквях забирали не только драгоценности, но и иконы, кресты, колокола, ризы. Вслед за тем владимирские князья тоже стали носить титул «великих». Связь между признанием старейшинства в княжеском роде и обладанием Киева с этого момента стала необязательной. Когда владимиро-суздальские или галицкие князья завладевали Киевом, они предпочитали не оставаться в нём сами, а отдавать своим зависимым родственникам.
В 1203 году Киев был захвачен и сожжён овручским князем Рюриком Ростиславовичем (из смоленской ветви князей) и союзными Рюрику черниговцами и половцами. Во время междоусобных войн 1230-х годов город несколько раз осаждался и разорялся, переходя из рук в руки. К моменту монгольского похода на Южную Русь киевским князем был представитель старшей ветви рода Мономаховичей — Даниил Галицкий.

### Монгольское нашествие и власть Золотой Орды (1240—1324/1362)

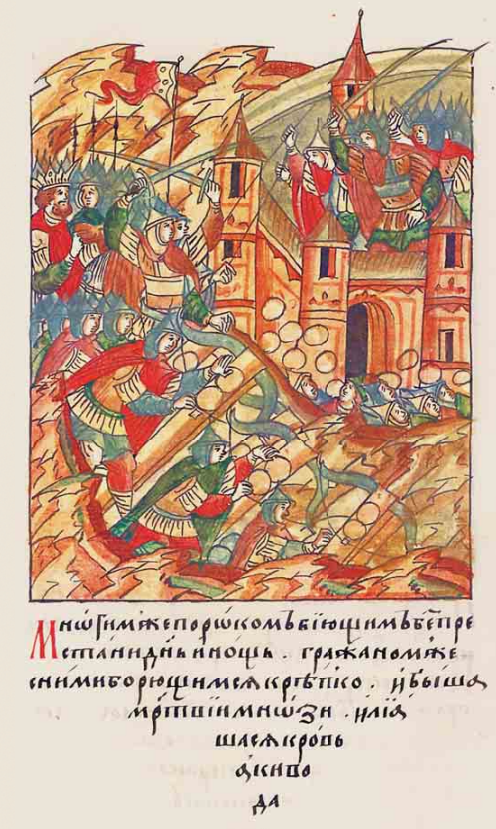
Разрушение Киева монголами. Миниатюра из русской летописи

В декабре 1240 года Киев был взят и разорён в результате монгольской осады, в ходе которой было убито большое количество горожан и были разрушены многие сооружения, в частности Десятинная церковь. Францисканец Плано Карпини, проезжавший через Киев вскоре после монгольского разгрома, писал, что в прежде многолюдном городе осталось едва ли 200 домов, обыватели которых терпели страшное угнетение.
С 1241 по 1243 год киевским князем был Михаил Всеволодович Черниговский, затем ярлык на киевское княжение получил в Орде Ярослав Всеволодович Владимирский и был признан верховным правителем всех русских земель, «старей всем князем в русском языце». С 1246 года по 1263 год великим князем киевским был его сын Александр Невский. Оба владимирских князя правили запустевшим Киевом из Северо-Восточной Руси через наместника, тем самым завершив длительный процесс перемещения номинальной столицы Руси из Киева во Владимир-на-Клязьме. До конца XIII века Киев считался владением владимирских князей, но сами они там никогда не сидели.
Причиной постепенной гибели большинства уцелевших в 1240 году сооружений стало то, что в результате монгольского разгрома древнерусской государственной системы и разрушения экономической базы города — Среднего Поднепровья, а также установления золотоордынского ига, Киев не имел средств для содержания большого количества каменных сооружений. Уцелели только отдельные храмы, которые находили экономическую поддержку: Софийский, Успенский, Выдубицкий, Михайловский Златоверхий, Кирилловский соборы, церковь Успения.
В 1262 году в Киево-Печерском монастыре была создана киевская Кормчая книга, которая стала прототипом Волынской, Рязанской и других кормчих книг.
Монголы не стремились уничтожить город полностью, однако их междоусобицы несли Киеву всё новые разрушения. В ходе разгрома улуса Ногая, в состав которого входило Поднепровье, хан Тохта в 1299 году подверг Киев новому разорению. Ущерб, причинённый едва восстановившемуся городу был столь велик, что киевский митрополит Максим переехал во Владимир-на-Клязьме, откуда затем митрополичья резиденция была перенесена в Москву. Согласно летописи, «весь Киевъ разыдеся». Наряду с духовенством из Киева и сопредельных земель в Северо-Восточную Русь (в частности, в Московское княжество) выехала местная знать со значительными контингентами служилых людей.
Фактически, разгромленный монголами Киев потерял экономическое и политическое значение, а также духовную монополию. Верхний город на Старокиевской горе лежал в руинах. После сооружения деревянно-земляного Киевского замка Замковая гора превратилась в детинец города. Основное количество жителей в то время сосредоточивалось на Подоле, здесь находились собор Успения Богородицы и городской торг, а впоследствии — магистрат с ратушей.
История Киевского княжества во второй половине XIII — первой половине XIV веков известна плохо. С 1290-х годов по воле Ногая им правила провинциальная путивльская ветвь черниговских Ольговичей, не претендовавшая на общерусское главенство.

## В составе Великого княжества Литовского и Речи Посполитой (1324/1362—1654)
В 1324 году киевский князь Станислав был разбит в битве на реке Ирпень великим князем литовским Гедимином, к тому моменту уже захватившим Волынь. Литовцы подступили к Киеву и после четырёхнедельной осады взяли его, установив с Киевским княжеством отношения на основе вассалитета и назначив своим наместником Миндовга Гольшанского. С этого времени город находился в сфере влияния Литвы, однако выплата дани Золотой Орде продолжалась ещё несколько десятилетий. К 1350-м годам власть Литвы вновь ослабла. Среди наиболее вероятных причин было упрочение ханской власти над Киевским княжеством и переориентация части местного боярства на Великое княжество Московское. Усилению промосковской феодальной группировки в значительной степени способствовало, помимо постоянных и оживленных торговых отношений с княжествами Северо-Восточной Руси, то обстоятельство, что Киев был связан с Москвой единством церковной власти.

В 1362 году после битвы на Синих Водах Киев окончательно оказался в составе Великого княжества Литовского. Киевским князем стал Владимир Ольгердович. Он вёл достаточно независимую политику, чеканил собственную монету, что, однако, привело к его замене в 1394 году на княжении Скиргайлом Ольгердовичем, а после смерти последнего — к установлению наместничества. В конце XIV — начале XV века Киев представляет собой политический центр, где ведут переговоры великий князь литовский Витовт, король польский и верховный князь литовский Владислав II Ягайло, великий князь московский Василий Дмитриевич, митрополиты Киприан, Фотий, Григорий (Цамблак), хан Тохтамыш. Город стал основной базой армии Витовта, который начал наступление на Золотую Орду, но был разбит в 1399 году на Ворскле. После этой победы хан Тимур-Кутлуг двинулся на Киевщину, разорил Среднее Поднепровье и осадил Киев, однако не взял его, получив от киевлян и от Печерского монастыря большой выкуп.

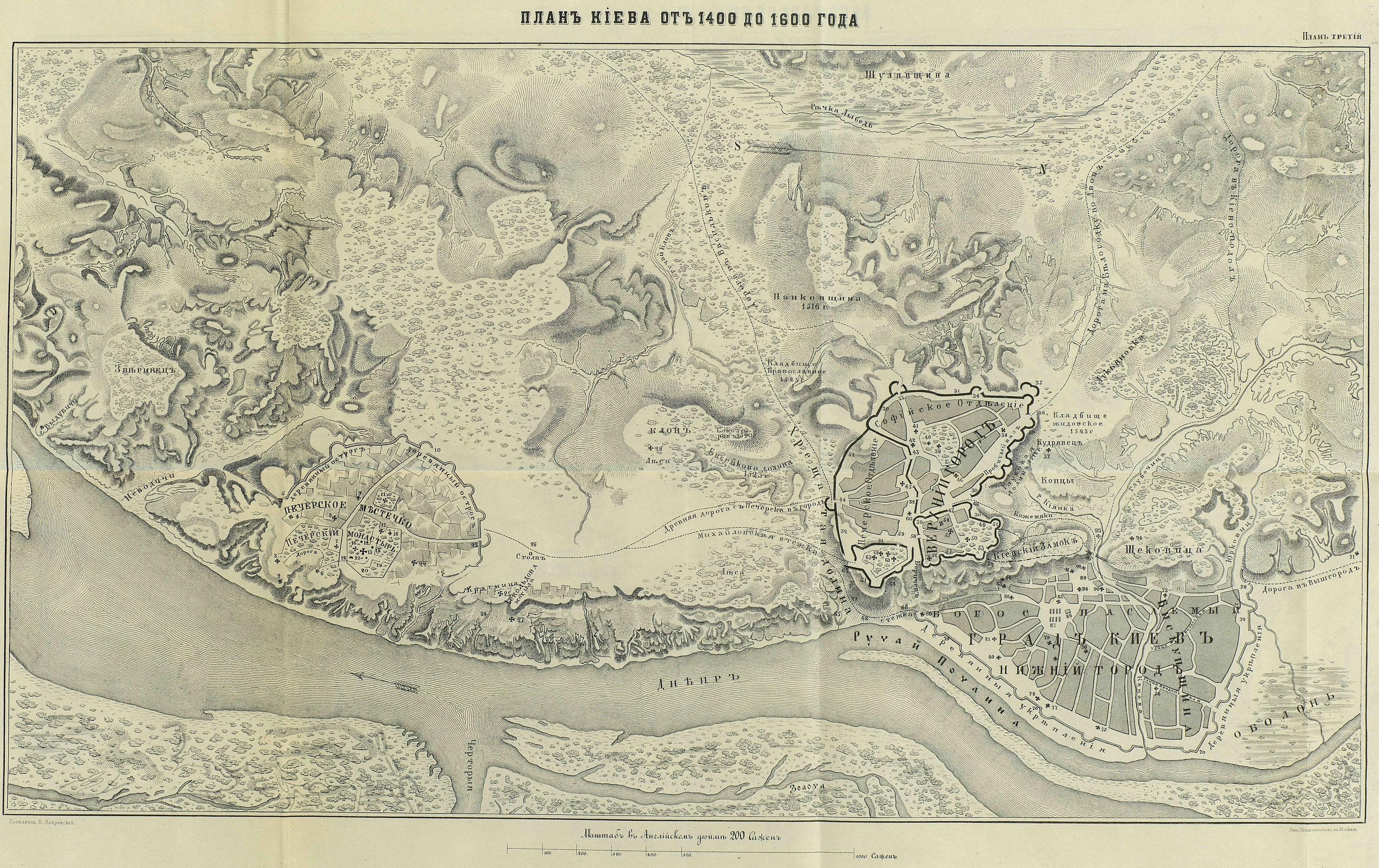
План Киева от 1400 до 1600 года. Закревский Н. В. «Описание Киева.» — Москва, 1868. Т.2.

В XIV веке в центре Киева был построен замок с деревянными укреплениями и башнями, также в замке находились единственные в городе башенные часы. Замок служил резиденцией трёх киевских князей: Владимира Ольгердовича, его сына Олелько и внука Семёна.
В 1416 году Киев был разорён войсками золотоордынского эмира Едигея, которые не смогли взять лишь городской замок. После смерти Витовта в 1430 году Киев стал главной базой «русской партии» великого князя литовского Свидригайла. Киевляне активно участвовали в борьбе с литовским центром. В 1436 году киевский воевода Юрша разбил близ города литовские войска.
С конца XIV века в списках парижской Сорбонны и других университетов появляются имена студентов из Киева, под 1436 годом указан первый доктор «рутенской нации из Киева» — Иван Тинкевич.
В 1440 году было на время восстановлено Киевское княжество, во главе которого встал князь Олелько Владимирович. В 1455—1470 годах в Киеве княжил Семён Олелькович. Оба князя пользовались авторитетом, имели династические связи с великими московскими и тверскими князьями, молдавским правителем Стефаном III Великим. Время их правления стало для Киева периодом развития: была осуществлена реконструкция Успенского собора и других церквей, созданы каменные барельефы с изображением Оранты, а также новые редакции Патерика Киево-Печерского и других письменных источников. После разделения общерусской митрополии на московскую и литовскую части в середине XV века Киев стал центром последней. Киев продолжал быть важным центром внутренней и международной торговли. Через город транзитом шло много товаров с Востока, Европы, из Великого княжества Московского. Этому способствовало, в частности, то, что безопасность караванам, которые перемещались через южнорусские земли, литовские власти гарантировали лишь в том случае, когда их маршруты проходили через Киев.
Однако после смерти Семёна Олельковича Казимир IV, видя в Киеве потенциальный центр новой консолидации русских земель, для недопущения этого окончательно упразднил Киевское удельное княжество, превратив его в обычную провинцию — Киевское воеводство, которое делилось на Киевский, Житомирский, Овручский и другие поветы. Попытка киевлян не допустить в город воеводу Мартина Гаштольда, заговор русских князей 1481 года во главе с князем Михаилом Олельковичем, а также более позднее восстание князя Михаила Глинского 1508 года завершились неудачей.

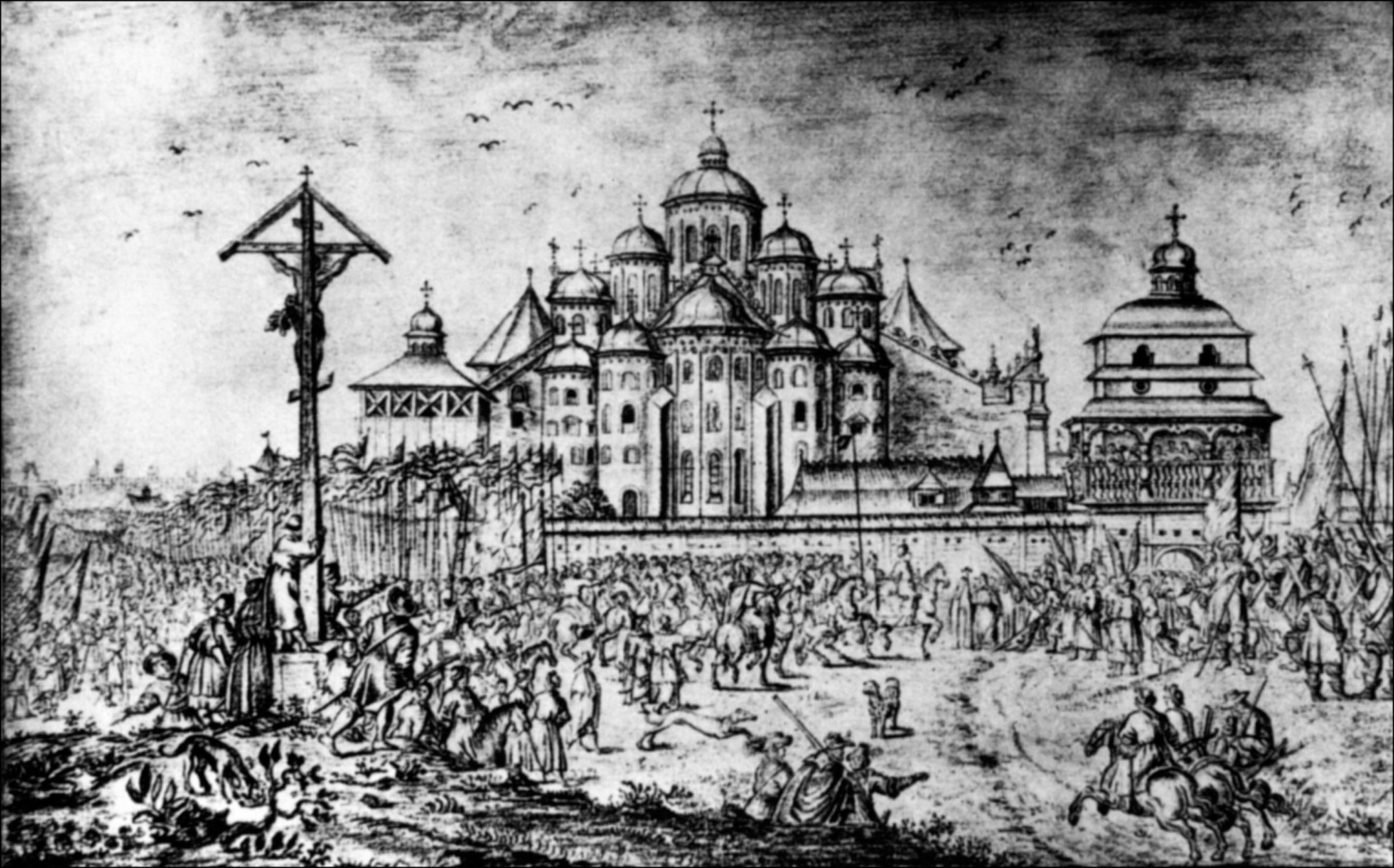
Софийский собор на рисунке Абрахама ван Вестерфельда (1651)

Лишение южнорусских земель остатков самостоятельности отрицательно сказалось на их обороноспособности. В 1482 году Киев подвергся опустошительному набегу войска крымского хана Менгли-Гирея, в результате которого был разграблен, многие горожане были убиты, а святыни разрушены. В 1494—1497 годах Киев получил городские права (Магдебургское право).
После Люблинской унии 1569 года он был передан польским коронным землям.
Посетивший Киев в конце XVI века Рейнгольд Гейденштейн писал о том, что значительная часть города, многочисленные православные храмы и памятники старины лежат в развалинах, свидетельствуя о былой пышности и величии города. Из сохранившихся храмов он назвал лишь храм Святой Софии и храм Святого Михаила, которые, однако, пребывали в таком «жалком виде», что богослужения в них не совершались. Жизнь в современном ему Киеве теплилась прежде всего на Подоле, а не внутри старых стен расположенного на холме Верхнего города. Киевские купцы, по его словам, занимались «очень выгодной» торговлей с Москвой по Днепру и Десне (в то время Чернигово-Северская земля находилась в составе Русского государства и Киев был фактически пограничным городом).
В 1596 году Киевская православная митрополия перешла в унию с Римом и значительная часть храмов и монастырей, в том числе Софийский собор и Выдубицкий монастырь, отошла униатам. Однако подавляющая часть горожан и духовенства не приняла унию. Киев на несколько десятилетий стал центром острой борьбы униатов и православных и роль города как духовного центра православия вновь возросла. Особую стойкость проявили монахи Киево-Печерской лавры во главе с настоятелем Никифором Туром, которые отбили все попытки захвата святыни. Наконец, в 1620 году была учреждена новая православная Киевская митрополия, которая со временем получила признание властей Речи Посполитой и постепенно вернула себе церкви, монастыри и имущество. При архимандритах Елисее Плетенецком и Захарии Копыстенском в Киево-Печерской лавре в 1616 году была основана типография и началось печатание богослужебных и полемических книг, при этой типографии в 1627 году Памво Берында издал «Лексикон славеноросский альбо имен толкование». Пётр Могила завёл здесь училище, которое впоследствии было объединено с братской школой и послужило началом Киево-Могилянской коллегии.
С 1648 и до 1708 года город Киев был полковым центром Киевского полка — административно-территориальной и военной единицы Гетманщины (Киевский полк был образован ещё 27 октября 1625 года, однако лишь после восстания Хмельницкого и Зборовского договора стал административно-территориальной единицей). 2 января 1649 года Хмельницкий триумфально въехал через Золотые ворота в Киев, который приветствовал его перезвонами церквей, пушечными выстрелами и тысячными толпами народа. В 1651 году литовский гетман Януш Радзивилл взял Киев и несмотря на добровольную сдачу города подверг его разграблению и сожжению. Город на 80 % выгорел от пожаров.

## В составе Русского царства и Российской империи (1654—1917)

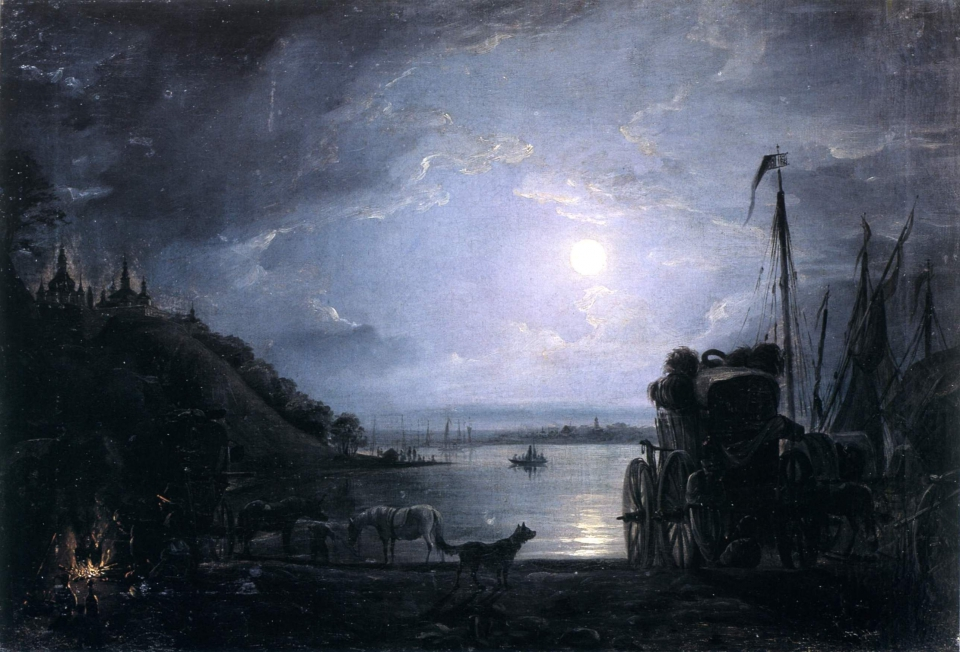
М. М. Сажин, «Переправа возле Киева ночью»

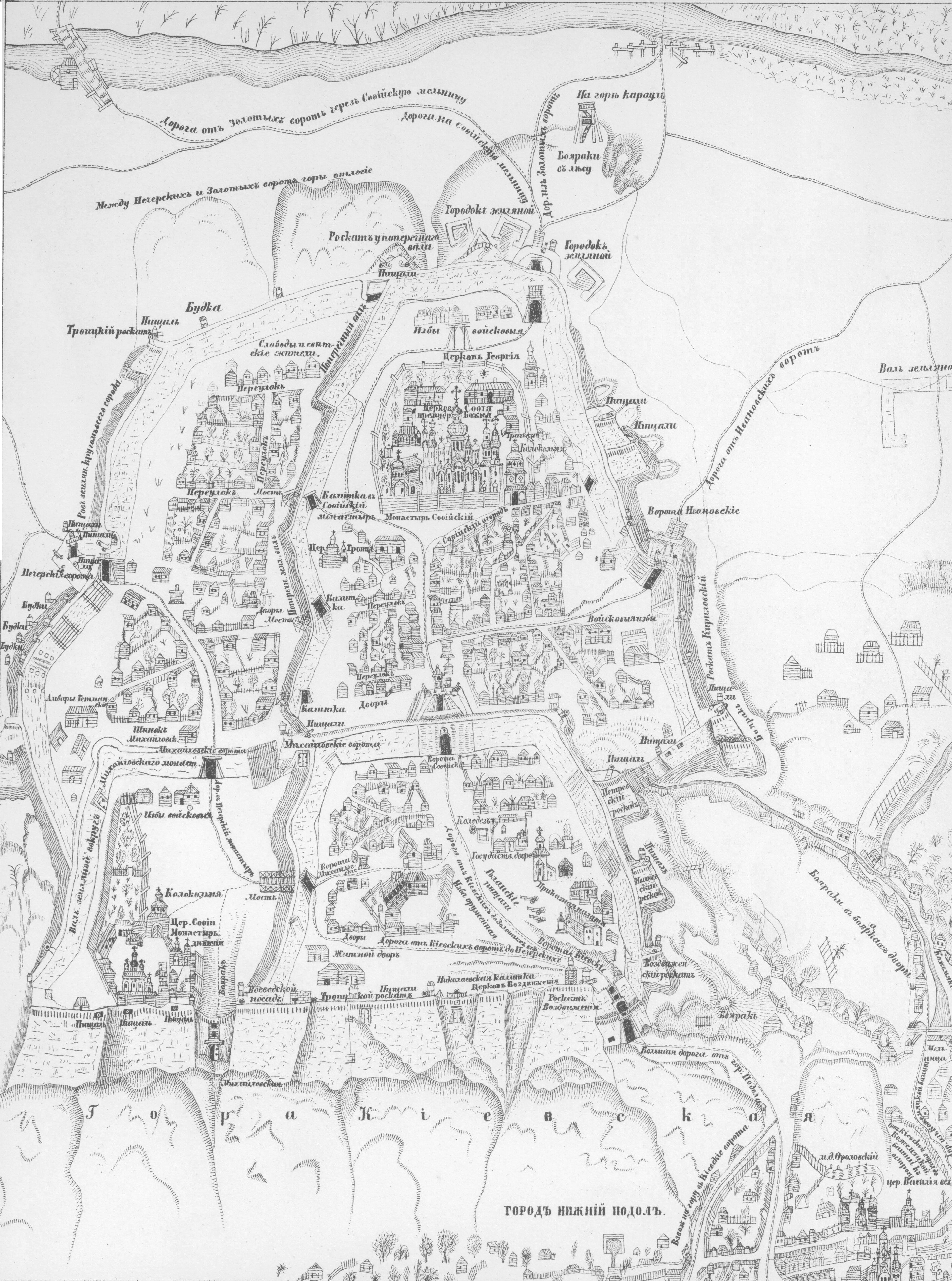
Нагорная часть Киева на плане XVII века. Копия 1884 года

После Переяславской рады 1654 года на площади перед древней Церковью Успения Богородицы Пирогощи население Киева принесло присягу царю Алексею Михайловичу. В Киеве был размещён русский гарнизон из стрельцов и рейтар, который удерживал город на протяжении всех перипетий русско-польской войны 1654—1667 годов. В близких к царю кругах даже возникла идея вернуть русскую столицу в Киев, однако город, имевший в России сакральное значение, находился слишком близко к границе и долгое время оставался в центре военных действий, что заставило отказаться от реализации этой идеи. Поскольку после разорения 1651 года в ходе казацко-польской войны городские укрепления находились в плачевном состоянии, Алексей Михайлович сразу же озаботился организацией обороны города. Уже летом 1654 года проезжавший через Киев Павел Алеппский удивлялся сооружениям и приспособлениям создаваемой русскими воеводами в Верхнем городе Старокиевской крепости.
Воеводой Василием Шереметевым были неоднократно отбиты нападения изменившего царю гетмана Ивана Выговского. После капитуляции войска Шереметева под Чудновом в 1660 году воевода Юрий Барятинский вопреки договорённостям, подписанным Шереметевым, отказался сдать Киев полякам, которые так и не смогли добиться взятия города силой.
29 ноября (9 декабря) 1665 года царь Алексей Михайлович жалованной грамотой подтвердил магдебургское право для мещан города Киева, дарованное им королями Речи Посполитой.
30 января (9 февраля) 1667 года было заключено Андрусовское перемирие, по условиям которого Правобережная Украина в связи со сложившимися военно-политическими реалиями Руины и расколом Гетманщины оставалась за Речью Посполитой. Для Киева, продолжавшего находиться под русским контролем, был оговорен двухлетний переходный период, после которого он также должен был отойти Речи Посполитой. Однако Россия по истечении этого срока под разными предлогами много лет оттягивала его передачу, пока окончательно не заявила, что Киев издревле «государева вотчина», которая не будет отдана без крови. В ходе сложных переговоров Речь Посполитая, остро нуждавшаяся в деньгах и военной поддержке России в начавшейся войне с Османской империей, согласилась официально отказаться от Киева, а Москва предложила Польше субсидии на военные действия. По «Вечному миру» 1686 года Речь Посполитая отказывалась от Киева и получала 146 тысяч рублей субсидий на ведение войны с Портой и Крымом. Больше ни один из польско-русских договоров, касающихся Киева, никогда не был ратифицирован.
В 1674 году в Киево-Печерской лавре был издан «Киевский синопсис» — труд по истории Юго-Западной Руси, ставший самым распространённым историческим сочинением в России XVIII века и заложивший основы концепции общерусского народа.
В конце XVII века территория Киева располагалась только на правом берегу Днепра. Город имел форму, вытянутую вдоль берега. Выделялись три разобщённых части города: Нижний город (Подол), где располагались академия и братская церковь; Верхний город с Софийским собором и Михайловским монастырём; Печерск, восточную часть которого ограждали оборонные валы лавры. Интенсивное городское строительство было обусловлено меценатской деятельностью Ивана Мазепы. Фактически эти три отдельных территории объединились в монолитное городское образование только в XIX веке.

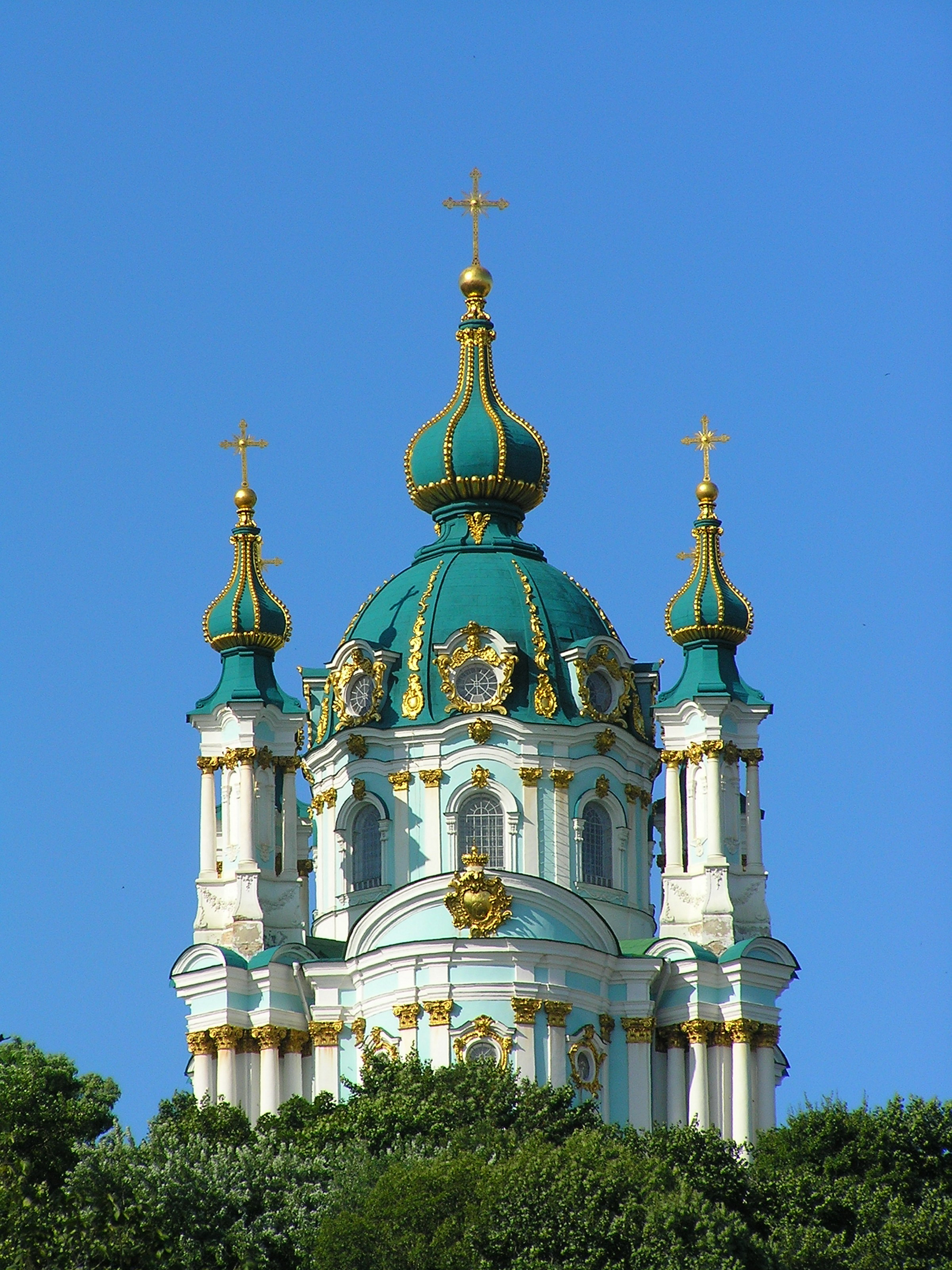
Андреевская церковь (1749—1754)

XVIII век становится веком интенсивного развития города и появления множества его архитектурных шедевров. В 1701 году в Киеве было построено центральное сооружение Выдубицкого монастыря — Георгиевская церковь, одна из видных достопримечательностей украинского барокко. В елизаветинскую эпоху под руководством московского архитектора Ивана Мичурина по проекту Бартоломео Растрелли в Киеве строятся ещё два здания в стиле барокко: Мариинский дворец и Андреевская церковь. Существенную перестройку в стиле украинского барокко проходят древние храмы и монастыри Киевской Руси: Софийский собор, Михайловский Златоверхий монастырь, Киево-Печерская лавра. В последней, среди прочего, обновлён Успенский собор, возведена Большая лаврская колокольня — самое высокое сооружение города. В 1772 году по плану архитектора Ивана Григоровича-Барского была построена православная Покровская церковь на Подоле.
10 марта 1708 года Генерал-фельдмаршала графа Б. П. Шереметева полк получил наименование «Киевский солдатский полк». Полк в 1709 году сражался под Ригой и принимал участие в Полтавской битве. До конца века у полка несколько раз менялось наименование. С 31 марта 1801 года он назывался «Киевский гренадерский полк».

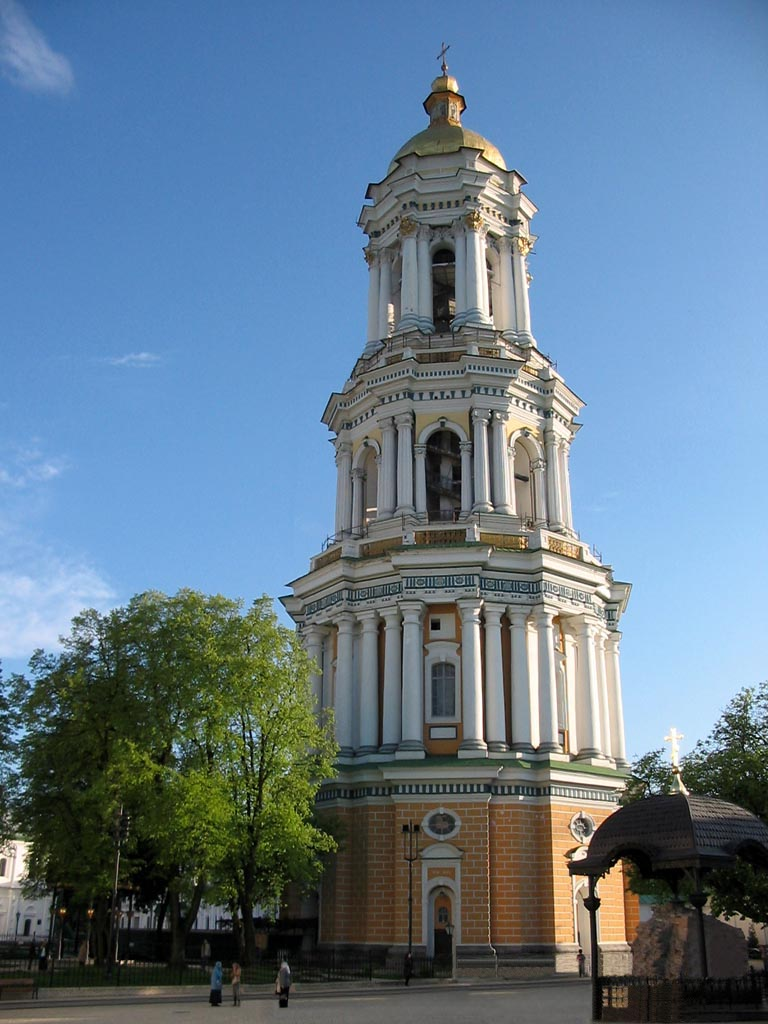
Большая Лаврская колокольня (1731—1745)

18 декабря 1708 года при первом разделении Русского царства на губернии образована Киевская губерния с губернским городом Киевом и включала 55 городов. Губернатором назначен князь Голицын Дмитрий Михайлович (1708—1718).
22 октября 1721 года в Петербурге в Троицком соборе царю Петру I был поднесён титул «император» — Российское царство стало именоваться Российской империей, частью которой стала и Киевская губерния.
Указом от 7 ноября 1775 года в Киевской губернии учреждено губернское правление.
16 сентября 1781 года после упразднения Гетманщины и её сотенно-полкового устройства было образовано Киевское наместничество. В состав наместничества были включены территории Киевского, Переяславского, Лубенского и Миргородского полков.
Указами от 30 ноября, 12 и 31 декабря 1796 года из части уездов Брацлавского, Киевского и Волынского наместничеств учреждена новая Киевская губерния, причём часть территории, находившаяся на левобережье Днепра, отошла к Малороссийской губернии.
4 (16) ноября 1805 года «Киевский гренадерский полк» отличился в сражении под австрийской д. Шенграбен, 13 июня 1806 года первым в Российской армии награждён Георгиевским знаменем.

В 1811 году состоялся один из самых крупных пожаров в истории Киева. Ввиду стечения многих обстоятельств (по некоторым свидетельствам, имел место поджог) сгорел целый район города — Подол. Огонь за три дня (9—11 июля) уничтожил свыше 2 тысяч домов, 12 церквей, 3 монастыря. Подол заново отстраивался по проекту архитекторов Андрея Меленского и Вильяма Гесте.

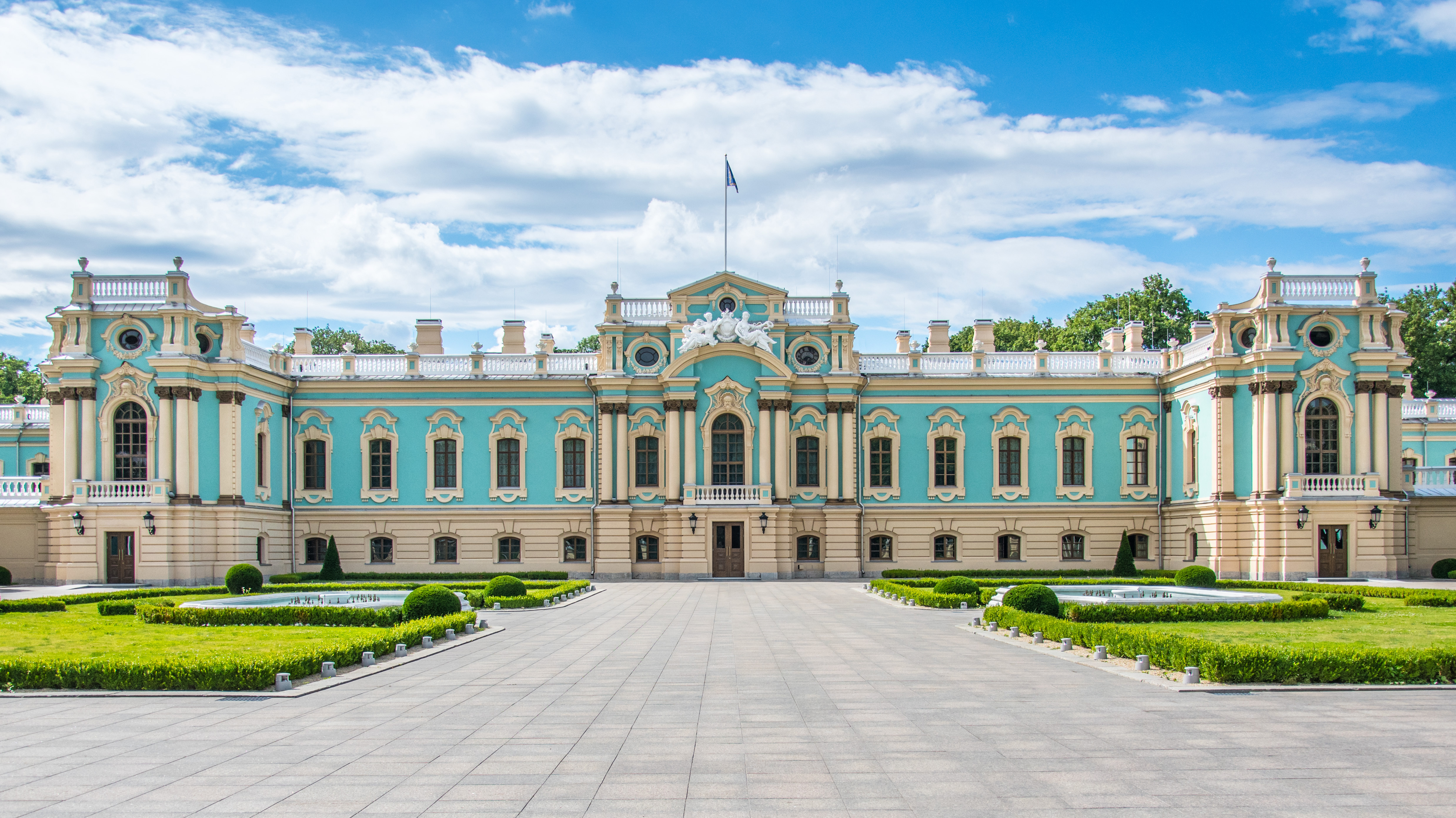
Мариинский дворец (1744—1752)

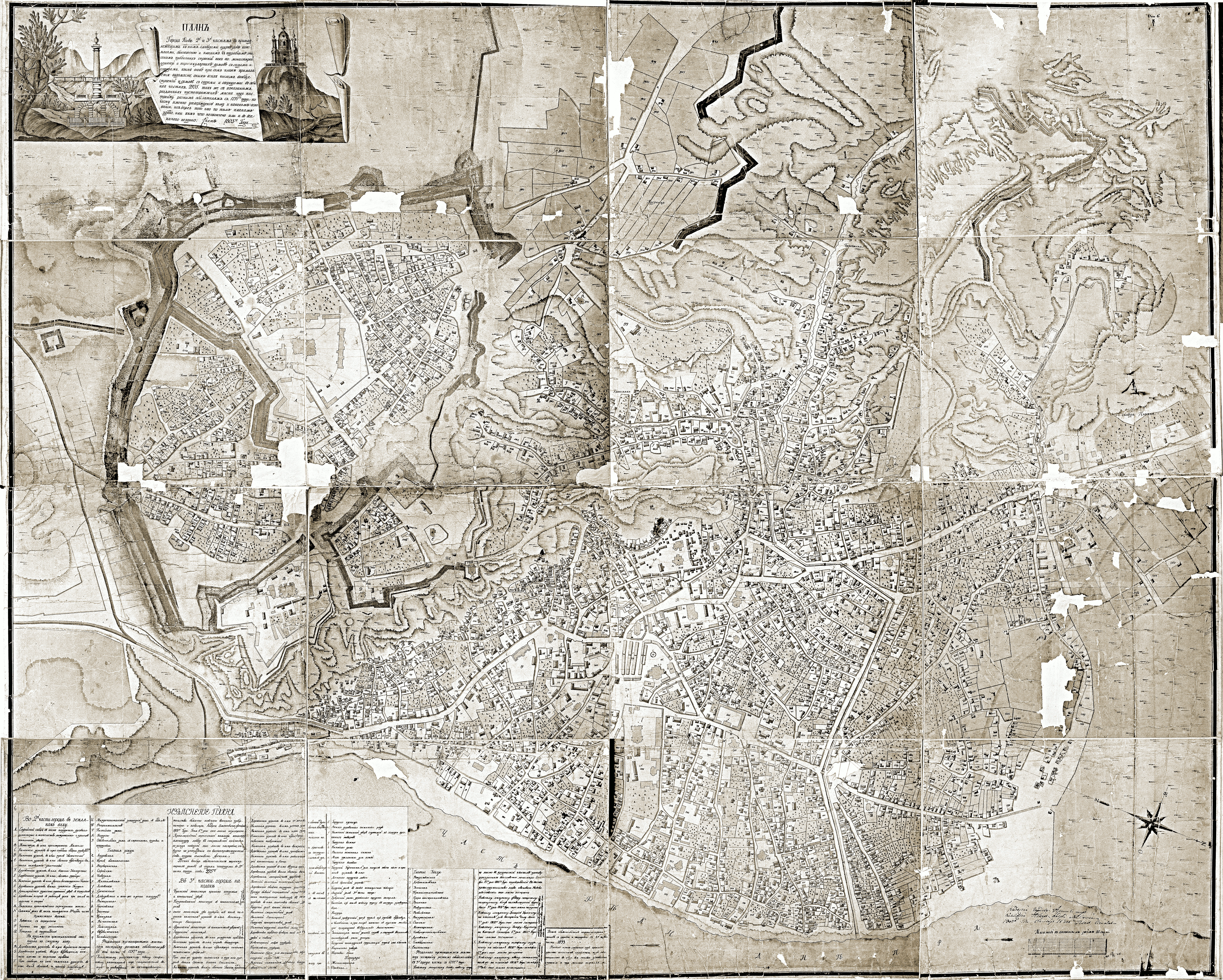
План Киева начала XIX века

Даже после того, как Киев и окрестности перестали быть частью Речи Посполитой, поляки составляли немалую долю от населения города. В 1812 году в Киеве насчитывалось более 4300 мелких польских шляхтичей. Для сравнения, в городе было примерно 1000 русских дворян. Обычно дворяне зимовали в Киеве, где они развлекались за гуляниями и походами на ярмарку. До середины XVIII века Киев (пол. Kijów) испытывал значительное влияние польской культуры. Хотя поляки составляли не более десяти процентов населения Киева, они составляли 25 % избирателей, так как в то время для избирателей существовал имущественный ценз. В 1830-х годах в Киеве было немало школ с польским языком обучения, и до того, как зачисление поляков в университет Святого Владимира не было ограничено в 1860 году, они составляли большинство учащихся этого заведения. Отмена русским правительством автономии города Киева и его передача под власть бюрократов, что было продиктовано директивой из Санкт-Петербурга, были в значительной степени мотивированы страхом польского восстания в городе. Варшавские заводы и мелкие польские магазины имели свои филиалы в Киеве. Обрусевший поляк Иосиф Завадский, основатель фондовой биржи в Киеве, был городским головой в 1860—1863 годах. Киевские поляки имели тенденцию быть дружественными по отношению к украинскому национальному движению в городе, а некоторые даже принимали в нём участие. Многие бедные польские дворяне украинизировались в языке и культуре, и эти украинцы польского происхождения стали важным элементом растущего украинского национального движения. Киев служил своеобразным пунктом назначения, куда такие активисты пришли вместе с проукраинскими потомками казачьих офицеров с левого берега. Многие из них хотели покинуть город и перебраться в сельскую местность, чтобы попытаться распространить украинские идеи среди крестьян.
С 12 (24) июня 1812 года по 1814 год «Киевский гренадерский полк» 2-й гренадерской дивизии 8-го пехотного корпуса участвовал в Отечественной войне 1812 года и Заграничных походах Русской армии 1813—1814 годов.

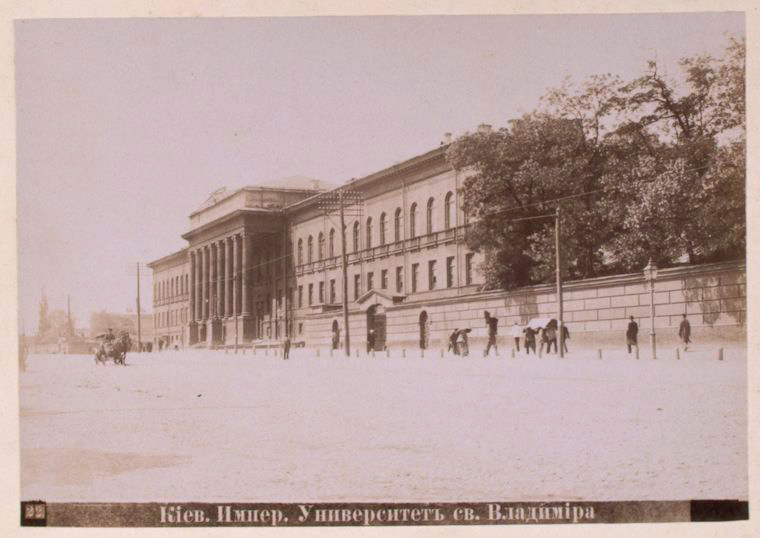
Императорский университет св. Владимира. Арх. В. Беретти

В 1834 году в рамках борьбы с польским доминированием в этом регионе в сфере образования по инициативе Николая I был открыт Императорский университет св. Владимира, ныне известный как Киевский национальный университет имени Тараса Шевченко. Это был второй университет на территории Малороссии после Харьковского императорского университета. В 1853 году по инициативе императора, называвшего Киев «Иерусалимом земли Русской» и много заботящегося о его развитии, был открыт Николаевский цепной мост.
Быстрый рост города в первой половине XIX века вызвал необходимость составления плана, который мог бы регулировать и упорядочить застройку. Несмотря на то, что один из первых генпланов был составлен ещё в 1750 году, он в основном фиксировал существовавшее положение. Фактически первый генплан, в современном понимании этого слова, был составлен архитектором Беретти и инженером Шмигельским (утверждён в 1837 году). По этому плану осуществлялось интенсивное строительство вдоль реки Лыбедь, на Печерске, Подоле, были проложены Владимирская улица, Бибиковский (теперь Т. Шевченко) бульвар, улица Крещатик.

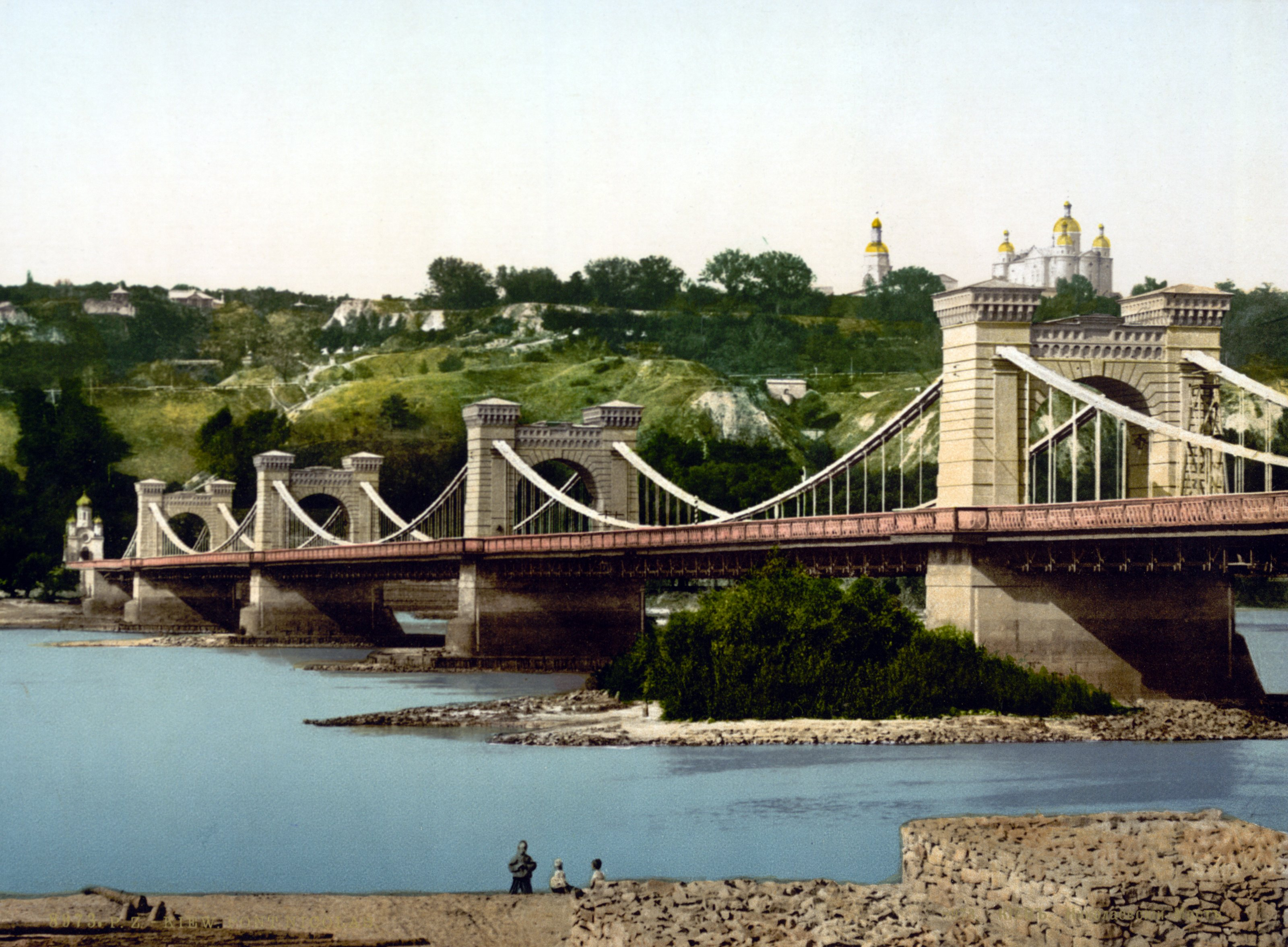
Николаевский цепной мост (1848—1853)

В августе 1862 года вместо 1-й Армии создан Киевский военный округ Императорской русской армии Российской империи.
1 октября 1865 года император Александр II открыл Киевское пехотное юнкерское училище. С 1897 года оно называлось «Киевское военное училище». С 26 сентября 1914 года — «Первое Киевское военное училище». С 10 октября 1915 года — «Киевское пехотное великого князя Константина Константиновича военное училище». На погонах появился алый вензель Константина Константиновича в виде буквы «К». В ноябре 1917 года оставшиеся в живых преподаватели-офицеры и юнкера уехали в Область Войска Донского в русскую Добровольческую армию.

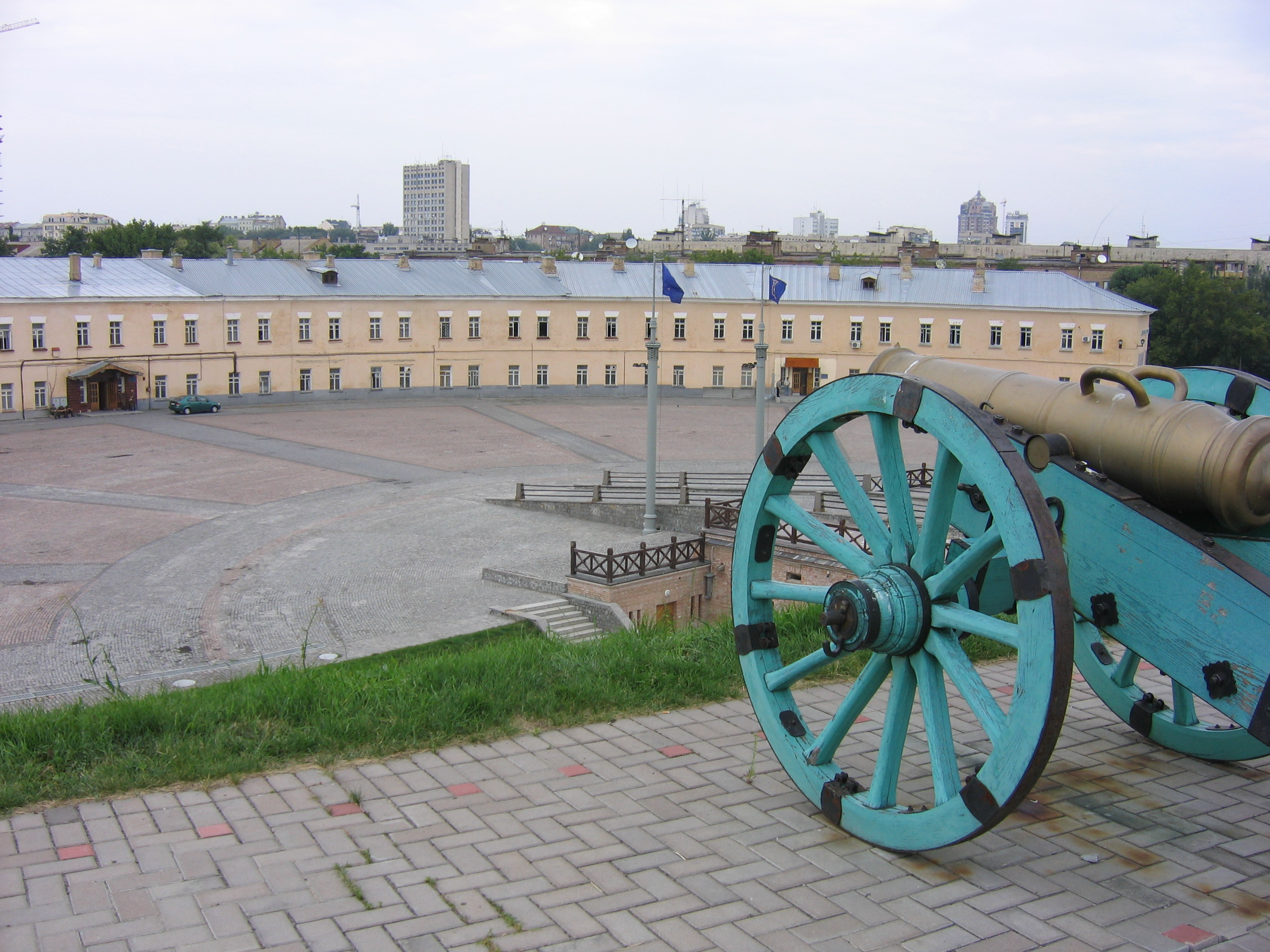
Киевская крепость (XIX век)

Для укрепления Киева в военном плане в XIX веке была открыта Киевская крепость. Она была построена ещё в 1679 году, когда казацкие войска под руководством гетмана Самойловича объединили старокиевские и печерские укрепления, образовав одну большую крепость. Следующий период развития оборонительных сооружений Киева определяется строительством Печерской цитадели под предводительством гетмана Ивана Мазепы по приказу Петра I. Строительство проходило по плану французского инженера Вобана. Накануне Отечественной войны 1812 года По проекту военного инженера Оппермана сооружается земляное Зверинецкое укрепления, соединяется с Печерской цитаделью. Масштабные реконструкции проводятся в период правления царя Николая I, который утвердил план расширения крепости. К началу 60-х годов XIX века она состояла из следующих частей: ядро — цитадель, два самостоятельных укрепления (Васильковское и Госпитальное), дополненные оборонительные казармы и башни.
Во время русской промышленной революции в конце XIX века Киев стал важным центром торговли и транспорта Российской империи, данная экономико-географическая зона специализировалась на сахаре и экспорте зерна по железной дороге и по реке Днепр. В 1900 году город стал влиятельным промышленным центром с населением 250000 человек. Архитектурные памятники того периода включают железнодорожную инфраструктуру, основу многочисленных образовательных и культурных объектов, а также архитектурные памятники, построенные в основном на деньги купцов, например, синагога Бродского.

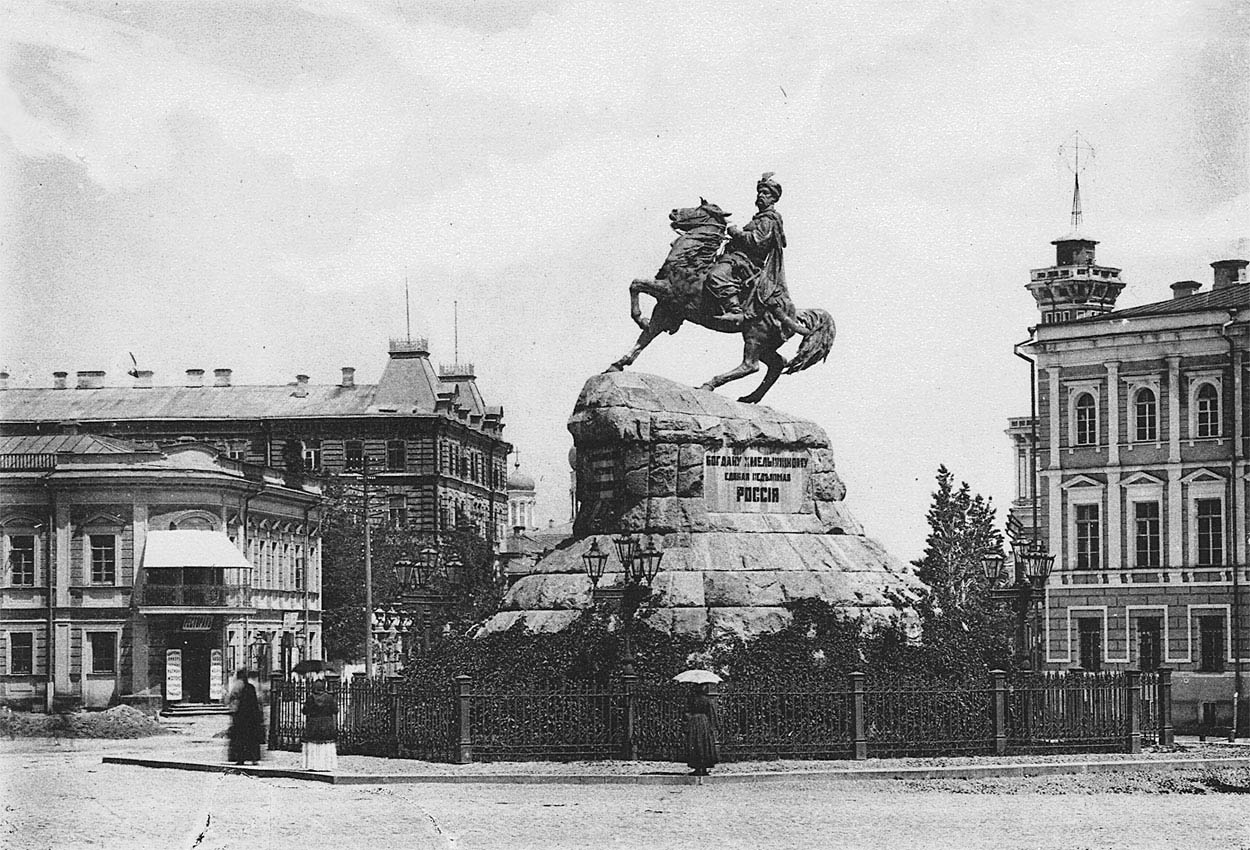
Памятник Богдану Хмельницкому, сооружённый в 1888 году

В то время в Киеве возникла большая еврейская община, которая развивала собственную этническую культуру и интересы. Это было вызвано запретом еврейских поселений в самой России (Москва и Санкт-Петербург), а также на Дальнем Востоке. Изгнанные из Киева в 1654 году, евреи, вероятно, не могли поселиться в городе снова до начала 1790-х годов. 2 декабря 1827 года Николай I издал указ, запрещающий евреям постоянно жить в Киеве. Киевские евреи подлежали выселению, и лишь некоторые их категории могли приезжать на ограниченное время, причём для их пребывания назначались два особых подворья. В 1881 и 1905 годах знаменитые погромы в городе привели к гибели около 100 евреев. Примером политики антисемитизма, также является Дело Бейлиса, судебный процесс по обвинению Менделя Бейлиса в убийстве ученика духовного училища. Процесс сопровождался масштабными общественными протестами. Обвиняемый был оправдан.

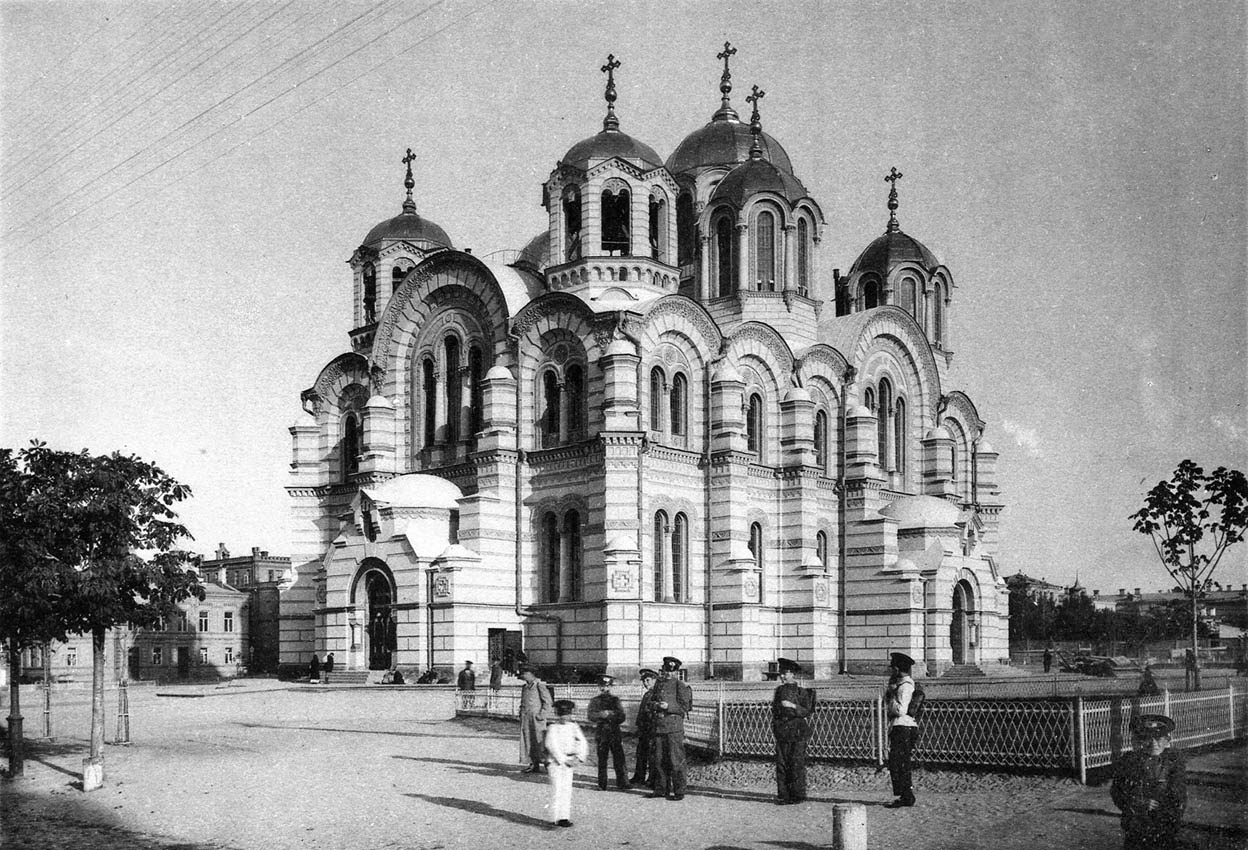
Владимирский собор (1862—1882)

В XIX веке продолжается архитектурное развитие города. В 1882 году был открыт построенный в неовизантийском стиле Свято-Владимирский собор, в росписи которого впоследствии участвовали Виктор Васнецов, Михаил Нестеров и другие. В 1888 году по проекту известного скульптора Михаила Микешина в Киеве был открыт памятник Богдану Хмельницкому. Открытие памятника, расположенного перед Софийским собором, было приурочено к 900-й годовщине крещения Руси. В 1902 году по плану архитектора Владислава Городецкого в Киеве был построен Дом с химерами — наиболее выдающееся сооружение раннего декоративного модерна в Киеве. Название получено от бетонных скульптурных украшений мифологической и охотничьей тематики.
В начале XX века в Киеве обострился жилищный вопрос. 21 марта 1909 года губернской властью был утверждён устав «Первого киевского общества квартировладельцев». Это событие послужило началу строительства домов по кооперативному принципу, что было удобным и лёгким решением жилищной проблемы для «среднего класса».
Развитие авиации (как военной, так и любительской) стало ещё одним заметным проявлением прогресса в начале XX века. В Киеве работали такие выдающиеся деятели авиации, как Пётр Нестеров (пионер в области высшего пилотажа) и Игорь Сикорский (создатель первого в мире серийного вертолёта R-4, 1942). Некоторые новые технологии в Российской империи впервые внедрялись здесь. В 1892 году именно в Киеве была запущена первая электрическая трамвайная линия в Российской империи. Спортивное поле — первый стационарный стадион в Российской империи был построен в 1912. В том же году был построен Небоскрёб Гинзбурга — «первый небоскрёб Украины», на момент постройки — самое высокое здание в Российской империи.

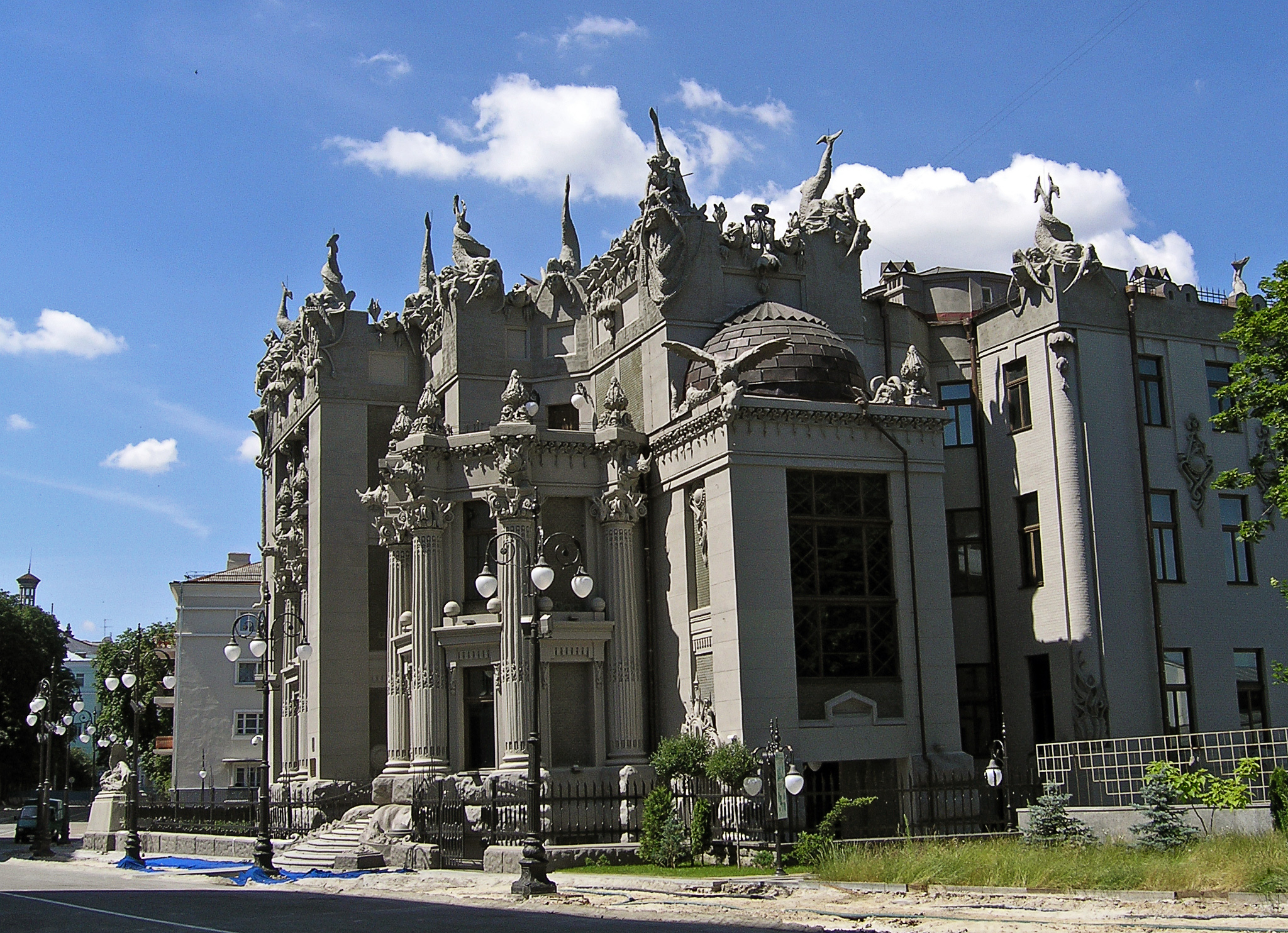
Дом с химерами (1901—1902)

В 1911 году, во время посещения Киевской оперы, анархистом Дмитрием Богровым был смертельно ранен премьер-министр России Пётр Столыпин. Похороненному на территории Киево-Печерской лавры Столыпину впоследствии был открыт памятник напротив здания Городской думы.
19 июля 1914 года во время Первой мировой войны управление Киевского военного округа выделило личный состав, технику и имущество для формирования полевого управления Юго-Западного фронта Императорской русской армии. Командующим войсками фронта назначен генерал от артиллерии Н. И. Иванов.
19 июля 1914 года из личного состава штаба округа и войск Киевского военного округа сформирована 3-я армия Юго-Западного фронта. Командующий войсками 3-й армии назначен генерал от инфантерии Н. В. Рузский. Управление округа продолжало свою работу в составе фронта по подготовке войск для Действующей армии.
После июля ст. ст. 1914 года училище было сформировано в Киеве как «2-е Киевское военное училище». С 15 октября 1914 года называется «Николаевское военное училище». Юнкера этого училища носили белые погоны с алой выпушкой и алым трафаретным вензелем императора Николая II «Н II» и с золотым накладным вензелем в роте Его Величества. Расформировано в ноябре 1917 года. С мая 1916 года в городе находилось «Николаевское артиллерийское училище». Юнкера носили алые погоны, без выпушки, с жёлтым вензелем императора Николая II «Н II» и золотым вензелем в батарее Его Величества. Расформировано в середине 1918 года.

## Революционный период и Гражданская война

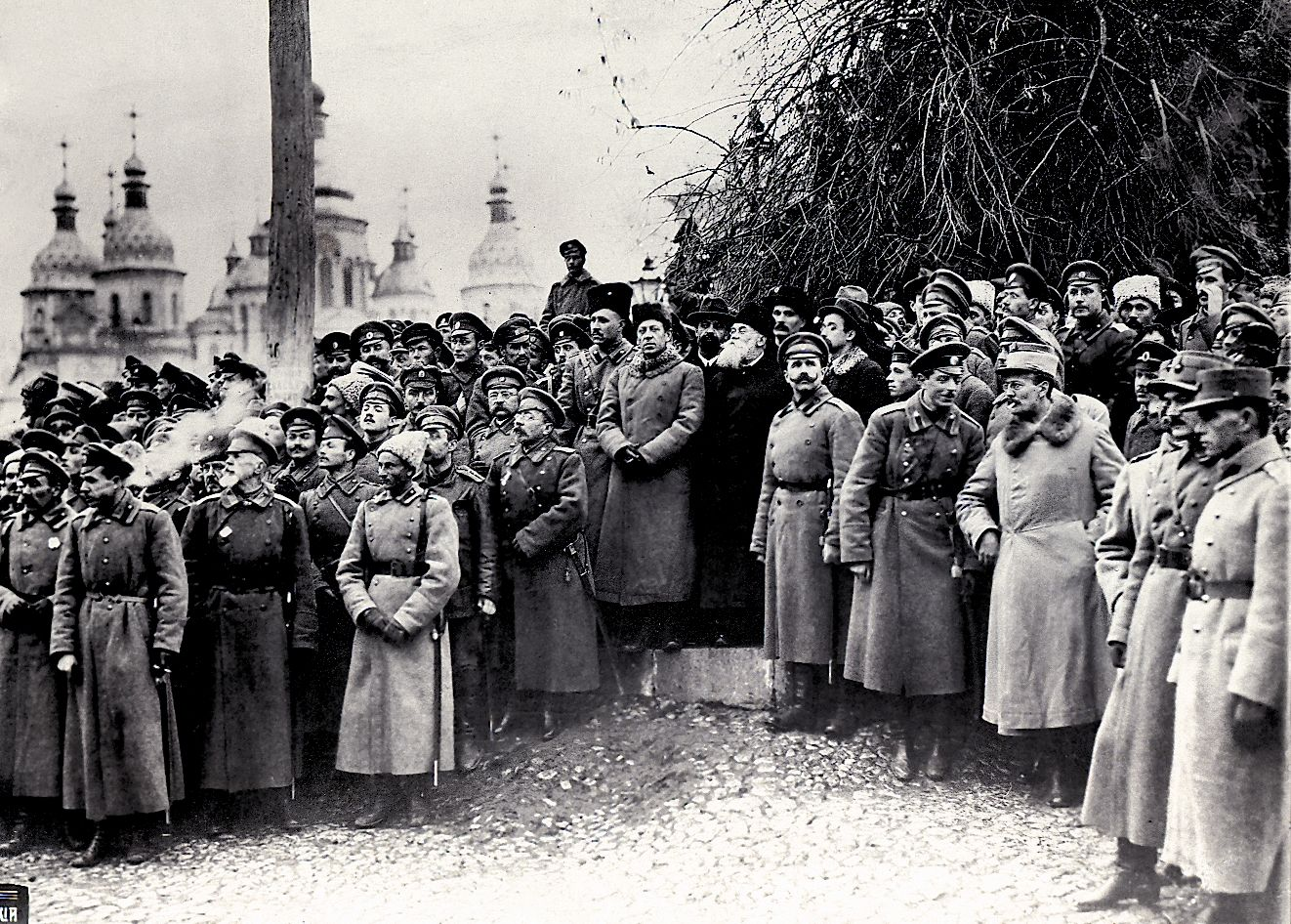
Военный съезд УНР. В центре Симон Петлюра

Сложное взаимодействие разнонаправленных политических интересов, переход в политическую стадию национально-освободительного движения, активизация леворадикальных политических течений обусловили напряжённые революционные потрясения 1917—1921 годов. В ходе социальной революции, начавшейся в феврале 1917 года в Петрограде (ныне Санкт-Петербург) и быстро охватившей все промышленные центры и сельскую периферию европейской части Российской империи, Киев стал эпицентром событий первого года украинской революции 1917—1921 годов.
После отречения от власти императора России Николая II в результате Февральской революции в России 3 марта 1917 года власть в Республике России перешла к Временному правительству России. Управление Юго-Западного фронта и соответственно Киевского военного округа, находившееся в городе, перешло в подчинение этому правительству. Командующим войсками округа назначен генерал-лейтенант Н. А. Ходорович (был в этой должности до октября ст. ст. 1917).
Созданная в городе в феврале 1917 года Украинская Центральная Рада (украинский орган местного самоуправления во главе с историком Михаилом Грушевским) созвала первое в XX веке украинское национальное правительство — Генеральный секретариат Украинской Центральной Рады, провозгласила в ноябре 1917 года Украинскую Народную Республику, а в январе 1918 года — независимую, суверенную Украину. В этот короткий период независимости наблюдался быстрый рост культурного и политического статуса Киева. Было создано большое количество профессиональных украиноязычных театров и библиотек. Однако УЦР не имела в Киеве прочной социальной опоры.
1 сентября 1917 года губернский город Киев Киевской губернии вошёл в состав Российской Республики.
После Октябрьской революции в России 25—26 октября ст. ст. (7—8 ноября) власть перешла к временному рабоче-крестьянскому правительству — Совету народных комиссаров, сформированному на II Всероссийском съезде Советов делегатами от Российской социал-демократической рабочей партии (большевиков), Партии левых социалистов-революционеров (левых эсеров), Российской социал-демократической рабочей партии (меньшевиков) и Партии анархистов. Управление Юго-Западного фронта и соответственно Киевского военного округа, находившееся в городе, перешло в подчинение этому правительству. Командующим войсками округа на этот момент был генерал-лейтенант М. Ф. Квецинский (20 октября — ноябрь ст. ст. 1917).
7 (20) ноября 1917 года провозглашена Украинская Народная Республика с правами широкой автономии при сохранении федеративной связи с Россией. В ходе наступления большевиков на Киев они опирались на поддержку значительной части киевских рабочих, организовавших восстание против Центральной рады, подавленное войсками Петлюры (4 февраля 1918 года), но облегчившее последующее взятие Киева большевистской 1-й армией Муравьёва (8 февраля 1918 года). Большинство военных формирований, находившихся в Киеве, сохраняли нейтралитет, УЦР бросала в бой необученные отряды из киевских гимназистов и студентов (так называемый бой под Крутами).
Изгнанная из Киева УЦР попросила помощи у стран Четверного союза, оккупировавших Украину в результате Брест-Литовского договора, и 1 марта 1918 года в Киев вошли немецкие и австро-венгерские войска, сопровождавшиеся петлюровцами. Однако левый и националистический характер Центральной рады не устраивал немцев, и 28 апреля 1918 года она была разогнана немецким патрулём. 29 апреля на Всеукраинском съезде хлеборобов в Киевском цирке был провозглашён гетманат и гетманом был выбран генерал Павел Скоропадский, военные формирования УНР в Киеве разоружены.

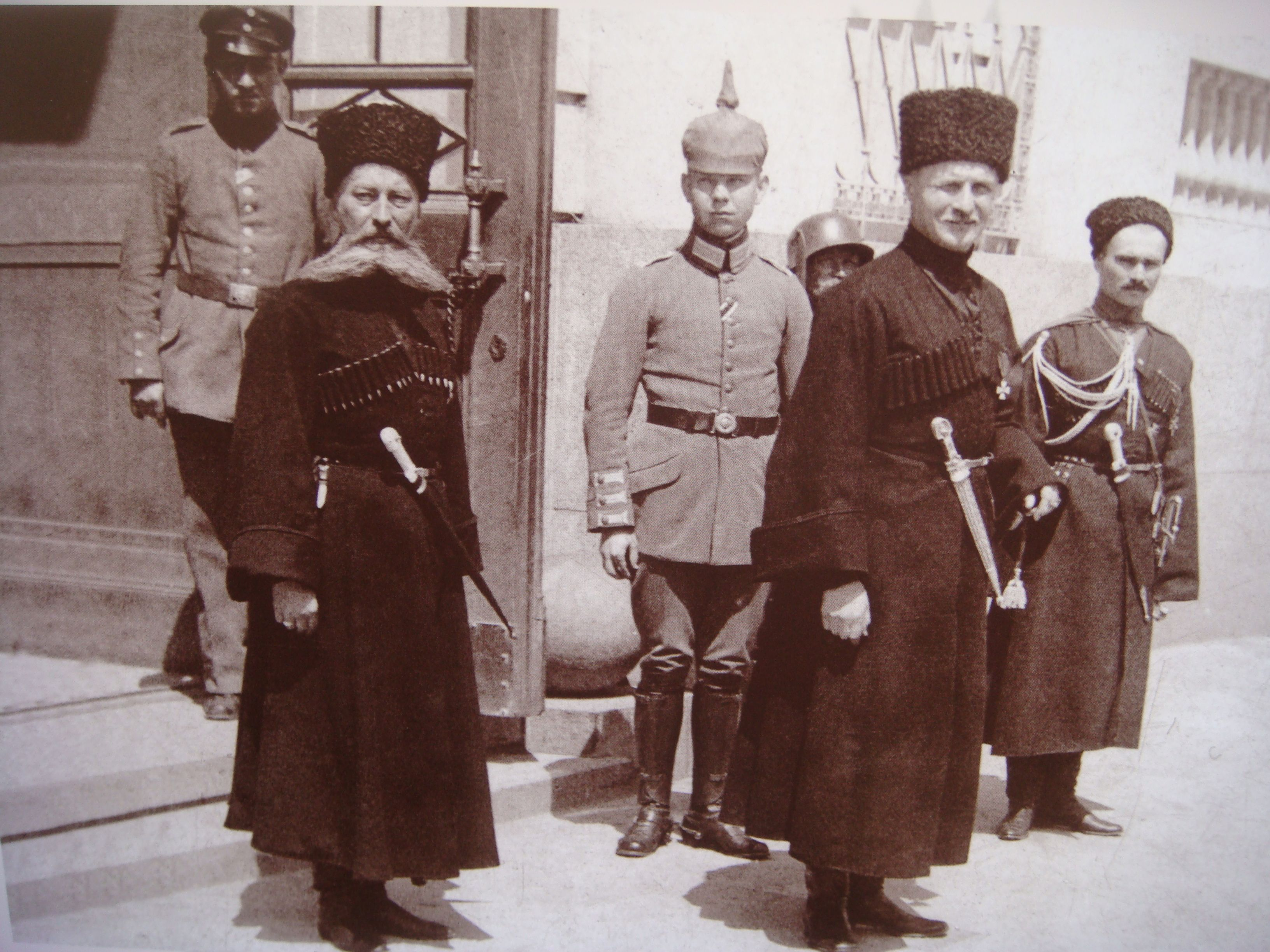
Павел Скоропадский (впереди справа) и немцы

Киев стал столицей Украинской державы, возглавляемой гетманом Павлом Скоропадским. Среди всех режимов, сменявших друг друга в Киеве, кроме деникинцев, этот был наиболее консервативным. При нём в Киеве была создана Украинская академия наук, существующая доныне как Национальная академия наук Украины.
29 апреля — 14 декабря 1918 года в городе находилось управление корпуса — военного округа 4-го Киевского корпуса Украинской державы. С 3 июня в городе находилась элитная гетманская Отдельная Сердюкская дивизия Украинской державы.
6 июня 1918 года Киев пережил крупную катастрофу — пожар артиллерийских складов на Зверинце, который не удалось потушить.
Крах Германской империи предрешил и судьбу Украинского государства. 16 ноября в Белой Церкви началось возглавленное так называемой Директорией Украинской народной республики восстание против гетмана П. П. Скоропадского. Дивизия сердюков совместно с русскими офицерскими дружинами из Особого корпуса и Сводного корпуса Национальной гвардии выступили на защиту Киева против войск, перешедших на сторону мятежников под командованием Петлюры, но потерпели поражение.
В середине декабря 1918 года немцы ушли из Киева, гетман был свергнут и бежал, и 14 декабря в Киев вошли войска Петлюры, восстановившие УНР. Когда 22 января 1919 года Директория УНР провозгласила Акт объединения с ЗУНР, Киев стал столицей соборной Украины, но уже через две недели Директория выехала из него под давлением наступающих красных, вошедших в город в ночь с 5 на 6 февраля 1919 года.
10 апреля 1919 года красные были выбиты из части Киева (Подол, Святошино, Куренёвка) на один день соединением атамана Струка, действовавшего в Чернобыльском уезде.
31 августа 1919 года Советы уступили власть Добровольческой армии Деникина (см. Взятие Киева Добровольческой армией). Вместе с войсками Вооружённых сил Юга России под командованием Н. Э. Бредова в Киев вошли объединённые под командованием Петлюры части Галицкой армии и армии УНР. Однако после инцидента в центре Киева, когда один из солдат УНР сорвал российский флаг, украинские части были тут же разоружены деникинцами и изгнаны из города; в украинской историографии это событие имеет название Киевская катастрофа.
В результате налёта Красной армии 14 октября 1919 года белые были ненадолго выбиты из города в восточное предместье — Дарницу, однако на следующий день контратаковали и к 18 октября отбросили красных за Ирпень. После нового занятия Киева деникинцы и местные жители устроили погром евреев, подозревавшихся в поддержке большевиков.
Красная Армия вернулась в Киев 16 декабря 1919 года, форсировав замерзающий Днепр и выбив деникинцев.
7 мая 1920 года в ходе польско-советской войны Киев был занят польскими войсками с помощью союзной им армии УНР. После оставления города польскими и петлюровскими войсками (в ходе Киевской операции РККА) здесь до 1941 года утвердилась советская власть (12 июня 1920 года).

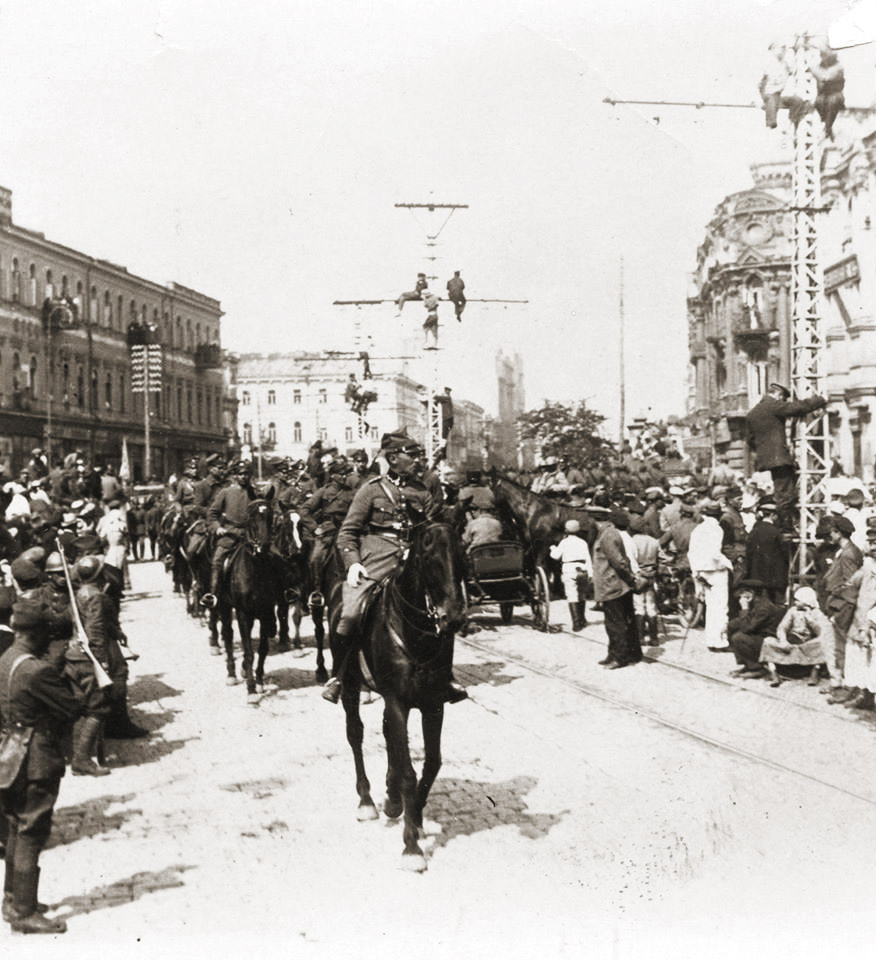
Польские солдаты маршируют по Крещатику, 1920 год

Таким образом, с начала 1917 (Февральская революция) по середину 1920 года (уход поляков) власть в Киеве менялась 15 раз.
В октябре 1921 года в Киеве сторонниками идей автокефальной церкви был созван «Всеукраинский собор духовенства и мирян», в котором никто из архиереев Православной Российской Церкви не принял участия. На соборе было решено самостоятельно, без участия епископов, совершить хиротонию, что и было вскоре исполнено. Поддерживаемое ГПУ Обновленческое движение в Российской Церкви на Соборе в 1923 году признало автокефалию Церкви в УССР. Однако в 1930 году, ввиду новых политических реалий, УАПЦ приняла решение о самороспуске. Духовенство УАПЦ было почти полностью ликвидировано.
С 23 по 27 мая 1922 года в составе Юго-Западного военного округа, с 27 мая по июнь 1922 года в составе Украинского военного округа в городе формировалось управление 6-го стрелкового корпуса.
В мае 1922 года в городе началось формирование управления 14-го стрелкового корпуса Украинского военного округа Вооружённых Сил Украины и Крыма на территории Украинской ССР. Управление корпуса находилось до лета 1934 года. В состав корпуса входила 45-я Волынская стрелковая дивизия, также находившаяся в городе.
В 1922 году в Киеве было основано творческое объединение «Березиль» на базе одной из групп коллектива «Молодого театра». Первое представление «Октябрь» (текст творческого постановочного коллектива) состоялось 7 ноября 1922 года. Работал как государственный театр с 1922 до 1926 года в Киеве, а с 1926 года — в Харькове (тогдашней столице советской Украины). Период жизни и становления театра в Киеве считают его «политическим» периодом, а харьковский период — философским.

## В составе СССР

### Межвоенный период
12 октября 1923 — постановлением Совнаркома УССР в городскую черту включены сёла: от Броварского района — Воскресенская слобода, поселки Старая и Новая Дарница, Артиллерийский полигон, слободки Кухмистерская и Печерская, Никольская слободка, земли села Осокорки, Предмостная слободка, село Позняки, лесничество Никольское, земли Флоровского монастыря; от Будаевского района — Александровская слободка, поселки Старая и Новая Чоколовка, Аэродром, село Беличи, сенокосы села Белогородки, поселок Екатериновка, хутор Любка, деревни Романовка и Совки, Совская лесная дача, лесничества Киевское и Святошинское, хутора Дехтяры и Вишневский, земли Греческо-Синайского монастыря; от Гостомельского района — хутор Берковец, деревня Горенка, поселок Константиновка, село Мостище, лесничество Межигорское, хутор Никольский, кирпичный завод Папирня; от Хотовского района — земли села Вита Почтовая, Голосеевская пустынь, остров Галерный, хутор Красный Трактир, форт Лысогорский, деревня Мышеловка.
17 мая 1924 года был основан первый детский сад Киева «Орлёнок». В 1930-x годах для него было построено специализированное здание, которое впоследствии получило много наград за стилистику.
В 1928 году для защиты города со стороны Польши началось строительство Киевского укреплённого района для прикрытия города. Передний край КиУРа проходил в 25—30 км от города (по реке Ирпень), а далее фланги дугой упирались в реку Днепр.
В 1930 году в Киеве был снят фильм «Земля» украинского режиссёра Александра Довженко. По версии журнала «Sight & Sound», фильм является одним из лучших образцов советского немого кино. На Всемирной выставке в Брюсселе кинофильм «Земля» занял десятое место среди 12 лучших фильмов в истории кино.
В социальном плане этот период сопровождался репрессиями в отношении множества представителей творческих профессий (для этих событий существует термин «расстрелянное возрождение»). Кроме этого, процесс разрушения церквей и памятников, который начался в 1920-х годах, достиг апогея. Примерами этому служат снос Михайловского Златоверхого монастыря и конфискация имущества у Собора Святой Софии.
Городское население продолжало расти в основном за счёт мигрантов. Миграция изменила этническую демографию города с русско-украинской на преимущественно украинско-русскую, хотя русский язык оставался доминирующим. Киевляне также пострадали от изменчивой советской политики того времени. Призывая украинцев делать карьеру и развивать свою культуру (украинизация), советская власть вскоре развернула борьбу с «национализмом». В городе были организованы политические процессы, чтобы очистить его от «западных шпионов», «украинских националистов», противников Иосифа Сталина и ВКП(б). В конце этого периода в Киеве начались тайные массовые расстрелы. Киевская интеллигенция, духовенство и активисты партии были подвергнуты арестам, расстреляны и захоронены в братских могилах. Основными местами действия были Бабий Яр и Быковнянские леса. В то же время экономика города продолжала расти благодаря курсу на индустриализацию, провозглашённому ещё в 1927 году. В 1932 году было сооружено здание центрального железнодорожного вокзала в стиле украинского барокко с элементами конструктивизма.
В 1932—33 годах население города, как и в большинстве других городов СССР (Казахстана, Поволжья, Северного Кавказа и Украины), пострадало от голода (Голодомор). В Киеве хлеб и другие продукты питания раздавались людям по продовольственным карточкам в соответствии с суточной нормой, но хлеб был в дефиците, и граждане стояли всю ночь в очереди, чтобы получить его. Жертв Голодомора в Киеве можно разделить на три части: жертвы из числа собственно жителей Киева; жертвы пригородов Киева; крестьяне, которые разными путями добирались до города в надежде выжить и умирали уже в Киеве. Если исходить из того, что по состоянию на осень 1931 года население Киева составляло 586 тысяч человек, а в начале 1934-го — 510 тысяч, то с учётом рождаемости за этот период потери Киева составили более 100 тысяч людей. Историк Сергей Белоконь приводит число в 54 150 жертв за 1933 год.
С 4 февраля 1932 года по 30 марта 1938 года в городе находился 45-й механизированный корпус, уникальное воинское соединение (один из трёх в РККА) не имевшее аналогов в мире. Корпус вооружён 500 танками и 200 автомобилями.
С 10 мая 1932 года по март 1934 года в г.Киеве в УкрВО находилась 2-я отдельная механизированная бригада, вооружённая отечественными советскими лёгкими танками Т-26 и быстроходными лёгкими танками БТ. Командиром бригады назначен В. И. Мернов. Бригада была сформирована в числе первых танковых соединений Красной Армии нового поколения. С 1 мая 1934 года по ноябрь 1937 года находилась 8-я отдельная механизированная бригада. Командир бригады Д. А. Шмидт.
В 1934 году столица Украинской ССР была перенесена из Харькова в Киев. Расширение города за счёт новых построек было приостановлено. Влияние на население оказывала советская социальная политика, которая достигалась путём репрессий, принуждений и быстрого движения к тоталитаризму, в котором инакомыслие и некоммунистические организации не допускаются. Десятки тысяч людей были отправлены в лагеря ГУЛАГа.
Летом 1934 года управление 14-го стрелкового корпуса Украинского военного округа из Киева переведено в Харьков.
Возросшая опасность международной обстановки в Европе вынуждала советское руководство укреплять обороноспособность страны, совершенствовать структуру вооружённых сил. 17 мая 1935 года Украинский военный округ разделён на Киевский военный округ и Харьковский военный округ. В городе осталось управление КВО.
В январе 1936 года в город переводится 4-я отдельная тяжёлая танковая бригада, вооружённая советскими средними танками Т-28, позже переименованная в 10-ю тяжёлую танковую бригаду. С ноября 1937 года в городе 3-я отдельная механизированная бригада.
В 1937 году в Киеве строится первая в Украинской республике Художественная школа (им. Т. Шевченко). Ныне в здании расположен Музей Истории.
С 1928 по 1942 год прошли три пятилетки (последняя была сорвана войной), во время которых на территории Украины было построено около 2 тыс. промышленных объектов, конкретно в Киеве не было построено таких гигантов, как «Криворожсталь» или ХТЗ, но это не мешало проводить в городе индустриализацию: делать дороги, электрифицировать отдалённые от центра районы и так далее. В 1935 году в Киеве был пущен первый троллейбус, проследовавший по маршруту площадь Льва Толстого — улица Загородная.

### Великая Отечественная война
Война обернулась для Киева рядом трагических событий, значительными человеческими потерями и материальным ущербом. Уже на рассвете 22 июня 1941 года Киев бомбила немецкая авиация, а 11 июля немецкие войска подступили к Киеву. Киевская оборонительная операция продолжалась 78 дней. Форсировав Днепр в районе Кременчуга, нацистские войска окружили Киев, а 19 сентября город был взят. При этом в плен попало более 665 тысяч бойцов и командиров, захвачено 884 единицы бронетехники, 3718 пушек и многое другое.
22 июня 1941 года управление КОВО выделило полевое управление Юго-Западного фронта. Управление КВО продолжало работать под руководством генерал-лейтенанта В. Ф. Яковлева. Организуется призыв в армию и на флот. В городе работала Киевская радиостанция, открыты курсы по подготовке политсостава. Совместно с Киевскими городским и областным комитетами партии создавались группы пропагандистов, которые выезжали на фронт, разъясняли красноармейцам цели и характер войны советского народа, разоблачали планы руководства Германии об уничтожении Советского Союза. Партийные организации города с начала войны направили в войска более 30 тыс. коммунистов.
29 июня Центральный Комитет КП(б)У, на котором присутствовало командование Юго-Западного фронта, рассмотрело вопрос о выполнении директивы командующего войсками ЮЗФ о формировании частей Киевского укреплённого района, расконсервации сооружений района и строительстве новых оборонительных рубежей. 30 июня 50 тыс. киевлян вышли на строительство оборонительных сооружений и линий, потом ежедневно выходили по 160 тыс. человек. Германские лётчики бомбили и обстреливали из пулемётов строителей, но они продолжали работу — город надо было защищать. Началось формирование при НКВД истребительных батальонов для борьбы с диверсантами и шпионами.
6 июля создан штаб обороны города. В его состав вошли: секретарь обкома КП (б) У М. П. Мишин, председатель облисполкома Т. Я. Костюк, секретари горкома партии Т. В. Шамрило и К. Ф. Москалец, председатель горисполкома И. С. Шевцов, от Юго-Западного фронта полковник А. Ф. Чернышёв (начальник штаба) и майор М. Д. Чукарев (начальник инженерной службы). Штаб разработал план борьбы с противником в случае прорыва КиУРа. Город разбивался на три сектора. В каждом из них создавался свой штаб обороны.
8 июля в городе находились 13 истребительных батальонов, 19 отрядов и комсомольский полк народного ополчения — всего 35 тыс. человек.
С 11 июля проходили бои на ближних подступах к городу. По германскому клину с северного направления с рубежа восточнее Новоград-Волынский контрудар наносила 5-я армия, с южного направления из района г. Бердичева контрудар наносила 6-я армия. Войска 5-й армии перерезали Житомирское шоссе и до 15 июля в упорных боях его удерживали, сковывая резервы противника, предназначавшиеся для взятия Киева.
В июле-августе в городе под руководством ЦК ВКП(б) и КП(б) У для борьбы в тылу врага обучены и переброшены в оккупированные западные области Украины Ровенскую, Тарнопольскую и другие 37 партизанских групп, в ближние к фронту Винницкую, Каменец-Подольскую области и другие также отправлялись группы партизан. В городе были сформированы 13 партизанских формирований общей численностью 4076 человек.
4—6 августа в южном секторе бои достигли наибольшего накала. Нацисты вклинились в первую линию обороны в районах Виты-Почтовой, Мрыги, но были выбиты контратакой войсками 147-й стрелковой дивизии.
7 августа 1941 года защитникам Киева стало известно, что верховный главнокомандующий немецкими войсками Адольф Гитлер приказал своим генералам во что бы то ни стало 8 августа овладеть городом и провести на главной улице города Крещатике военный парад. Командиры, политработники, партийные активисты направились в подразделения для разъяснения текущей ситуации. На коротких митингах и собраниях красноармейцы поклялись отразить новое наступление противника. 8 августа германским войскам удалось продвинуться в глубину Киевского укрепленного района, выйти на северо-восточную окраину Жулян и к Голосеевскому лесу, к Мышеловке, Пирогово, но были остановлены. Военный парад германских войск не состоялся. Не было его и 9 августа, и позже. 9 августа управление КВО покидает город и перемещается в г. Конотоп. 10 августа 1941 года на базе войск Киевского укреплённого района создана 37-я армия.
11 августа 37-я армия силами четырёх стрелковых дивизий и 3-го воздушно-десантного корпуса начинает контрудар, начавшийся залпами миномётов «Катюша» и артиллерии разных калибров. Противник покатился на юг. 11-го освобождена Теремки и Мышеловка, 12—14-го — Тарасовка, Чабаны, Новоселки, Пирогово. Разгромлены германские 44, 71, 299-я пехотные дивизии.
Контрудар 37-й армии в южном секторе обороны принёс успех, к 16 августа наступательный порыв противника выдохся. Бои под Киевом приняли позиционный характер.
Столица Советской Украины продолжала жить боевой жизнью. Работали оставшиеся в городе предприятия, коммунальные службы, железнодорожный и городской транспорт, кинотеатры, Украинский драматический театр, Театр миниатюр, цирк, библиотеки, с 1 сентября — школы.

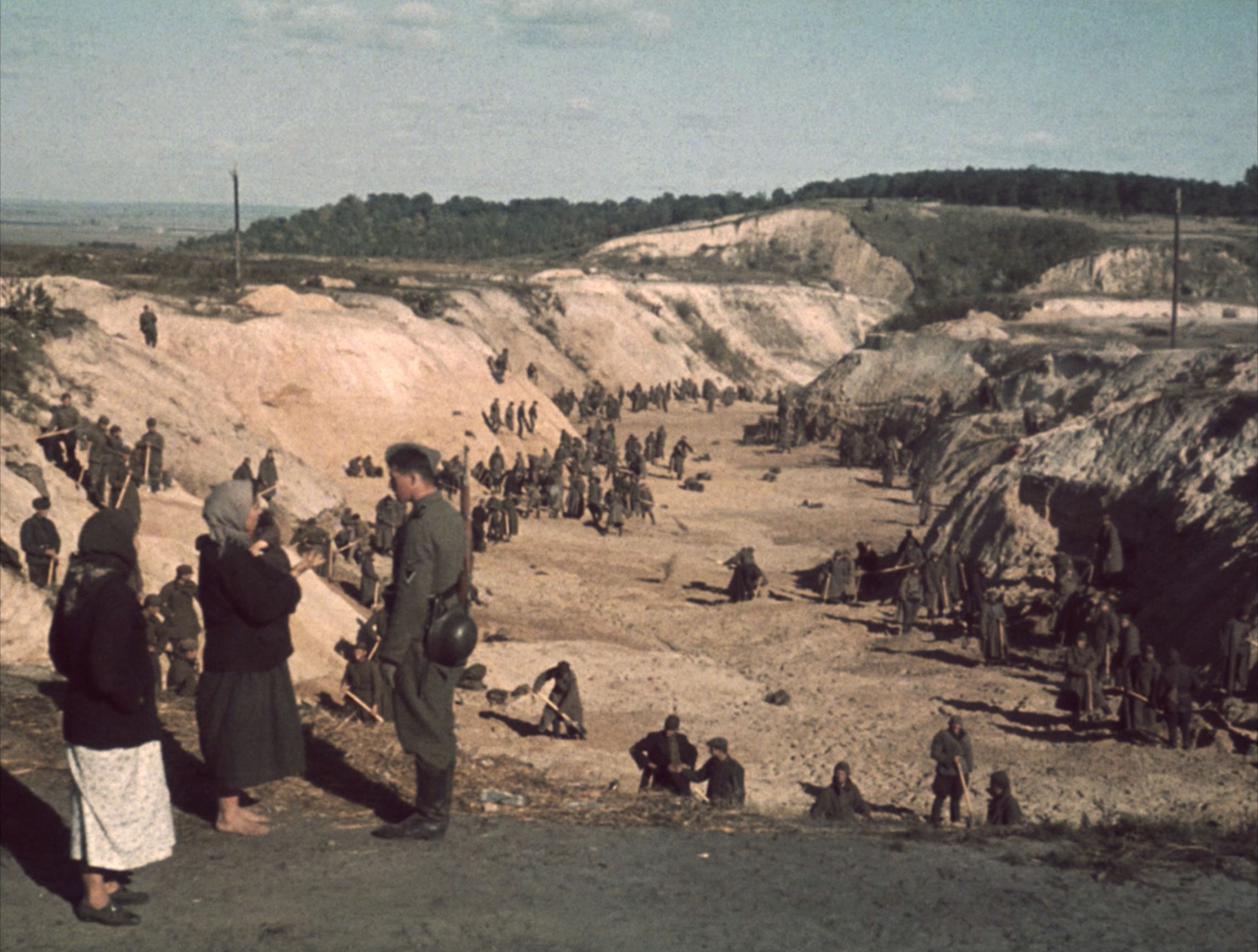
Бабий Яр

В середине сентября противник активизировался, бои снова приобрели ожесточённый характер. 21 сентября советские войска оставили последний район города — Дарницу. Защитники Киева впервые в этой войне на длительное время задержали продвижение противника. Печальная участь ждала советских военнопленных, попавших в окружение восточнее города, — это муки пребывания в Дарницком концентрационном лагере.

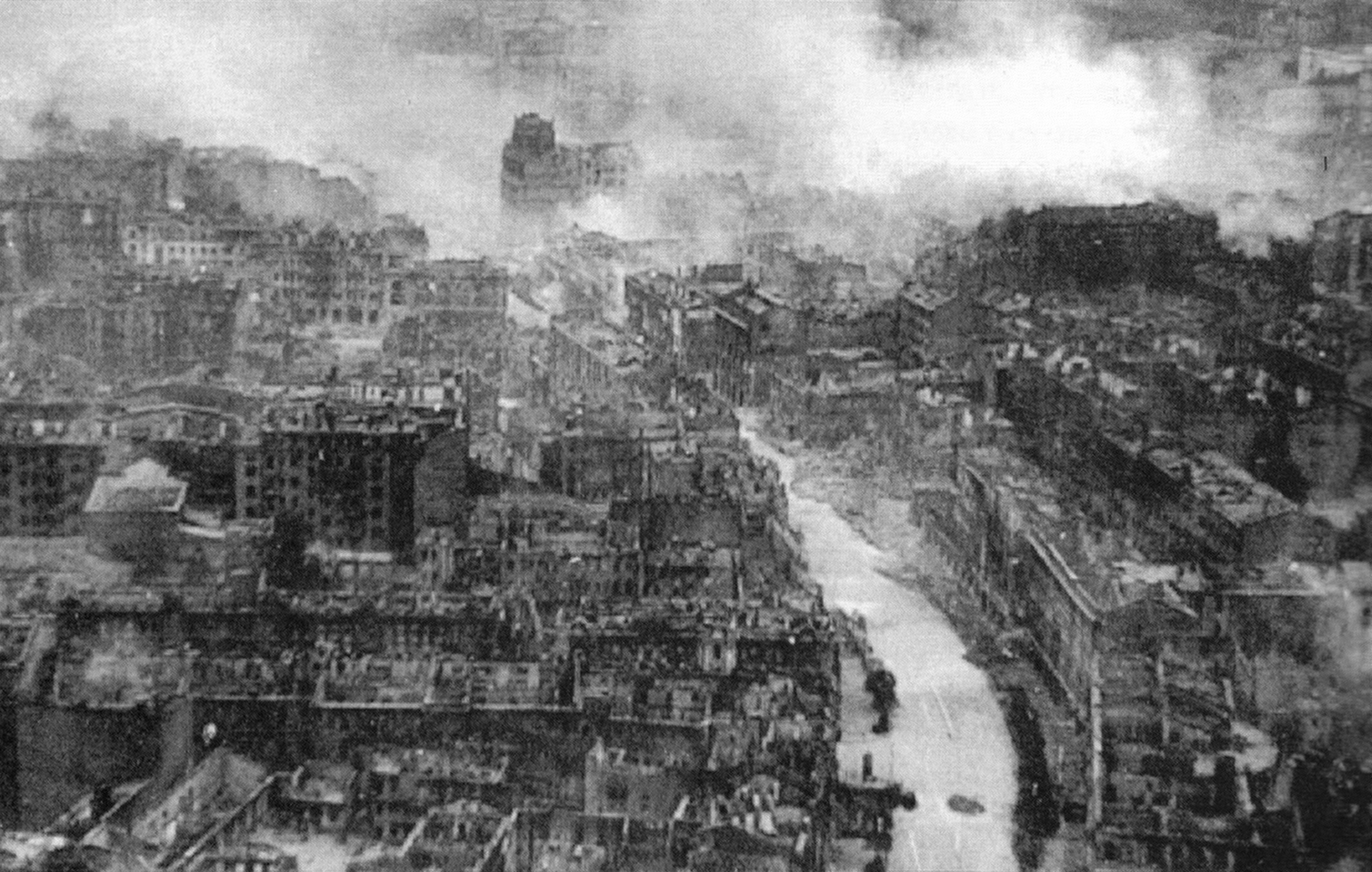
Киев в руинах во время Великой Отечественной войны

24 сентября в городе был осуществлён ряд взрывов, из-за которых начался большой пожар на Крещатике и в прилегающих кварталах, по одной версии, это сделали подразделения НКВД, по другой — немецкие оккупанты. 29 и 30 сентября состоялся расстрел нацистами и украинскими коллаборационистами евреев в Бабьем Яру, в течение только этих двух дней погибло более 33 тысяч человек. Всего, по оценке учёных Украины, в Бабьем Яру количество расстрелянных евреев составило 150 тыс. (жителей Киева, а также других городов Украины, и это количество не включает малолетних детей до 3 лет, которых тоже убивали, но не считали). Наиболее известными коллаборационистами Рейхскомиссариата Украины были бургомистры Киева Александр Оглоблин и Владимир Багазий. Ряд националистических деятелей видел в оккупации возможность начать культурное возрождение, освободившись от большевизма.
3 ноября был подорван Успенский собор Киево-Печерской лавры. На территории города были созданы Дарницкий и Сырецкий концлагеря, где погибли соответственно 68 и 25 тысяч пленных. Летом 1942 года в оккупированном Киеве состоялся футбольный матч между командой «Старт» и сборной немецких боевых подразделений. Впоследствии многие киевские футболисты были арестованы, часть из них в 1943 году погибла в концлагере. Данное событие получило название «Матч смерти». На принудительные работы в Германию из Киева было отправлено свыше 100 тысяч человек молодёжи. К концу 1943 года население города сократилось до 180 тысяч. Оккупация сопровождалась голодом среди местных жителей, вызванном в том числе распоряжениями нацистов.
При немецкой оккупации в городе действовала Киевская городская управа.
1 ноября 1943 года на Букринском плацдарме началось наступление с целью отвлечь германские войска от Киева начали 40-я армия и 27-я армия 1-го Украинского фронта.
Партизанские отряды оказывали помощь Красной Армии в освобождении населённых пунктов области и города от гитлеровских захватчиков. Совместными действиями были захвачены 12 переправ через реки Десна и Днепр. Особо отличились партизаны 1-го и 2-го полков соединения «За Родину!» под командованием И. М. Бовкуна. Командиры полков Н. Д. Симоненко и А. И. Шевырёв удостоены звания Героя Советского Союза.
3 ноября после мощной артиллерийской подготовки 38-я армия и 60-я армия 1-го Украинского фронта начали наступление с целью освобождения Киева. Это началась Киевская наступательная операция. 4 ноября с целью развития успеха введена 3-я гвардейская танковая армия и 1-я чехословацкая бригада.

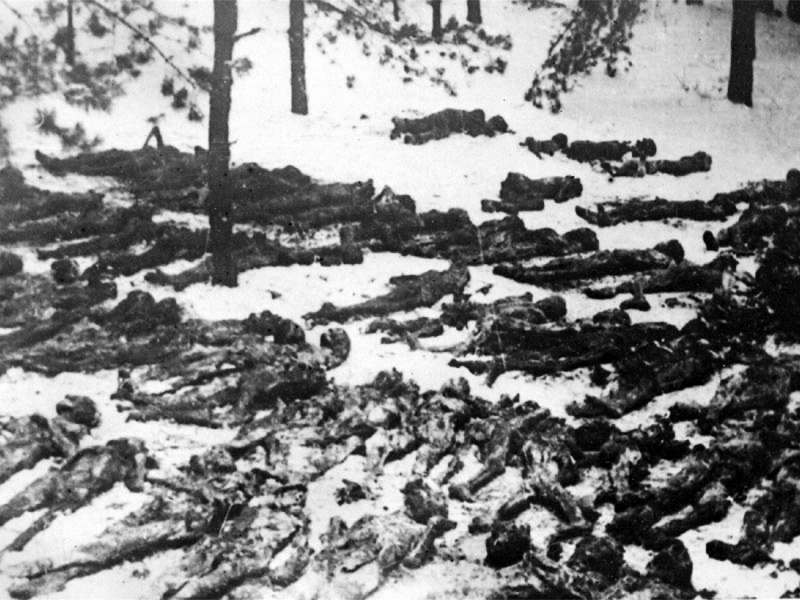
Трупы, вырытые на территории Дарницкого концлагеря, зима 1943/1944 г.

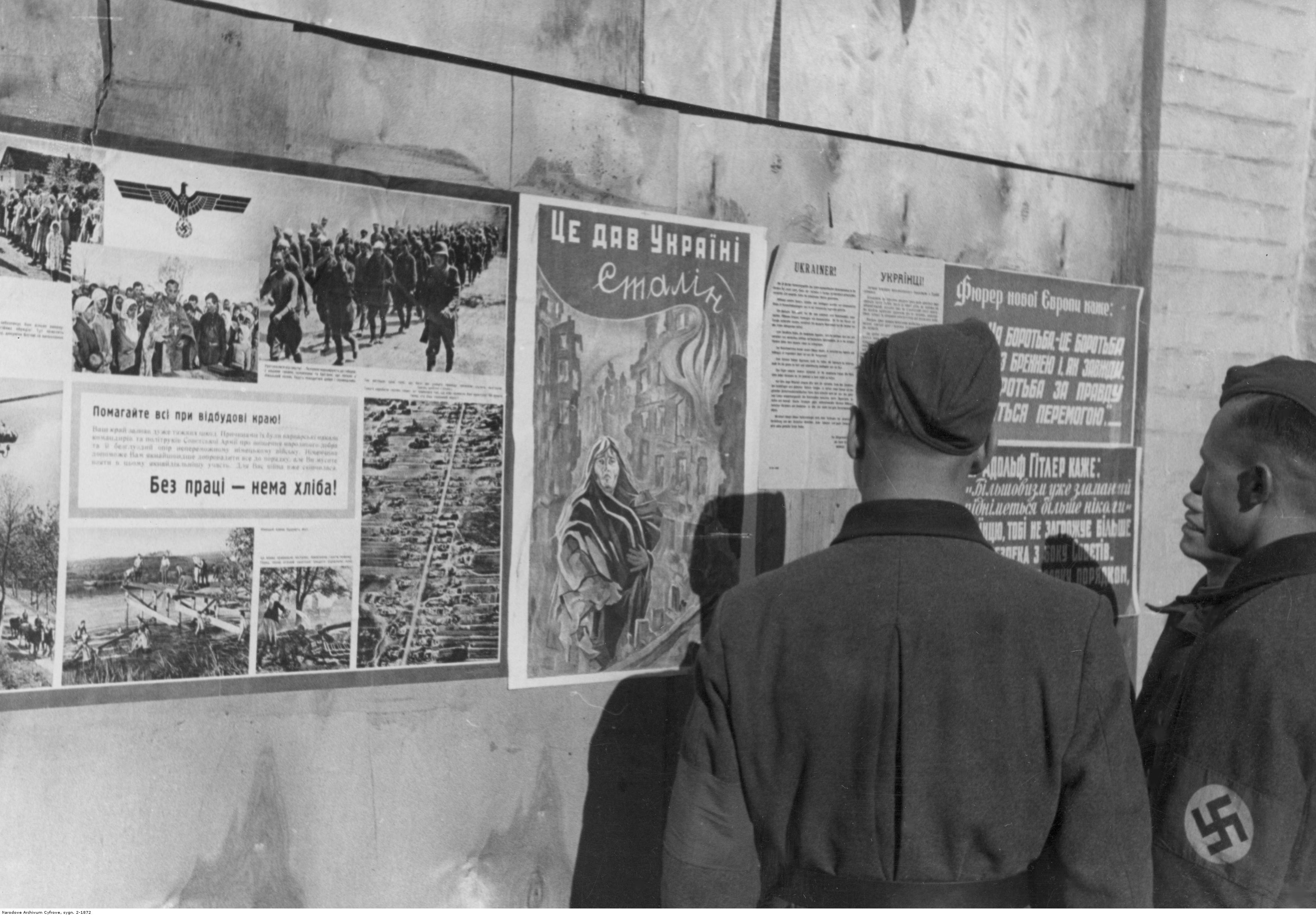
Солдаты вермахта перед пропагандистским стендом в Киеве

В начале ноября 1943 года, в канун отступления, немецкие оккупанты начали жечь Киев. В ночь на 6 ноября 1943 года передовые части 1-го Украинского фронта Красной армии, преодолевая незначительное сопротивление остатков немецкой армии, вступили в почти пустой пылающий город. При этом существует версия, что стремление Сталина успеть к советской праздничной дате 7 ноября привело к значительным военным потерям: освобождение Киева стоило жизни 6491 бойцу и командиру Красной армии.
Командиры и красноармейцы проявили массовый героизм в боях за Киев. 65 соединений и частей получили почётные наименования «Киевских». Около 700 солдат, сержантов, офицеров и генералов удостоены звания Героя Советского Союза, 17 500 военнослужащих награждены орденами и медалями.
Позже в ходе Киевской оборонительной операции была отражена попытка немецко-фашистских войск вновь овладеть Киевом (23 декабря 1943 года Вермахт, прекратив попытки наступления, перешёл к обороне).
Всего за время боевых действий в Киеве было разрушено 940 зданий государственных и общественных учреждений площадью свыше 1 млн м², 1742 коммунальных дома жилой площадью более 1 млн м², 3600 частных домов площадью до полумиллиона м²; уничтожены все мосты через Днепр, выведены из строя водопровод, канализация, транспортное хозяйство.
Указом Президиума Верховного Совета СССР от 21 июня 1961 года за проявленный героизм трудящимися города Киева в борьбе с немецко-фашистскими захватчиками при обороне Советской Украины в июле — сентябре 1941 года город-герой Киев награждён орденом Ленина. Другим указом от 21 июня 1961 года учреждена медаль «За оборону Киева», которой к 1 января 1979 года награждено более 100 тыс. человек. В этих двух указах Президиума Верховного Совета СССР Киев впервые официально назван городом-героем.
8 мая 1965 года в ознаменование 20-летней годовщины победы советского народа в Великой Отечественной войне Указом Президиума Верховного Совета СССР было утверждено Положение о почётном звании «Город-Герой». В тот же день вышел Указ Президиума Верховного Совета СССР «О вручении Городу-Герою Киеву медали „Золотая звезда“» за героизм, проявленный во время обороны. Тем самым за Киевом было законодательно закреплено почётное звание «Город-Герой» (в 1980 году оно преобразовано в высшую степень отличия). В соответствии с Указом представителям трудящихся города были вручены медаль «Золотая Звезда» и Грамота Президиума Верховного Совета СССР.

### Послевоенное восстановление

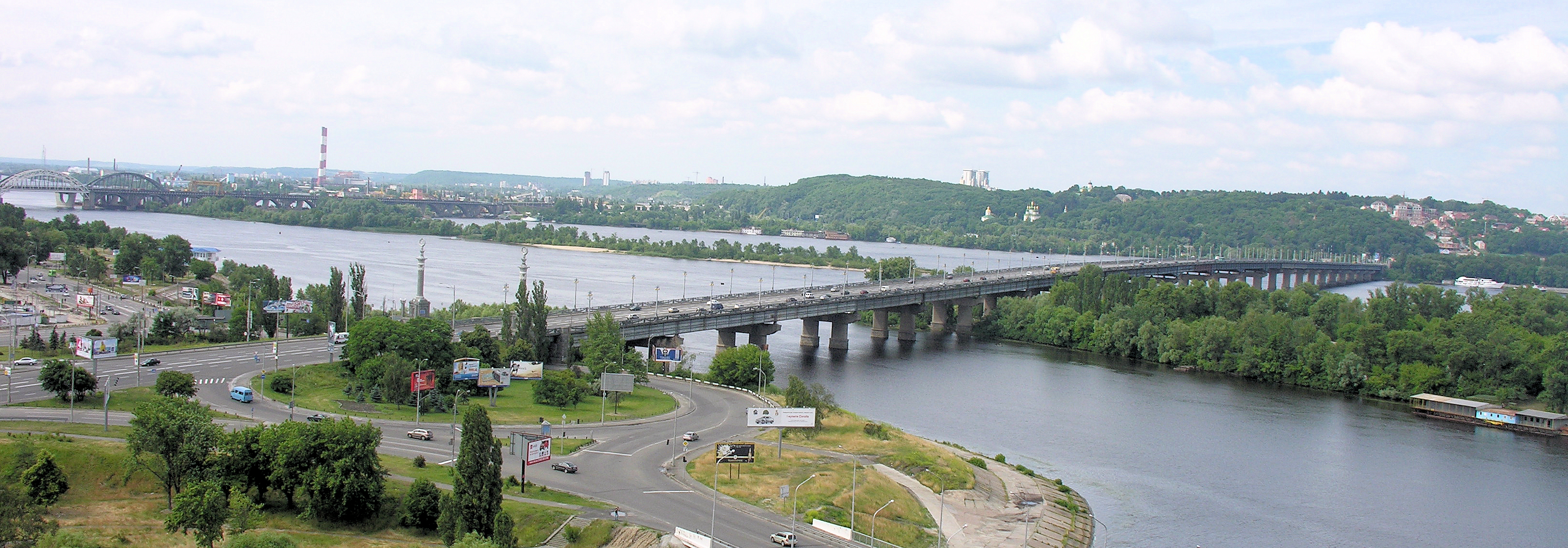
Мост Патона

Первые послевоенные годы ознаменовались интенсивным восстановлением разрушенного города. В январе 1944 года в столицу УССР вернулись руководящие государственные и партийные учреждения. В 1948 году завершено строительство газопровода Дашава — Киев, в 1949 году — построены Дарницкий железнодорожный мост и мост Патона, началось строительство метрополитена. Развивался промышленный и научный потенциал города, именно в Киеве в 1950 году был создан первый в СССР и континентальной Европе компьютер — МЭСМ, а в 1951 году начал вещание первый на Украине телевизионный центр.

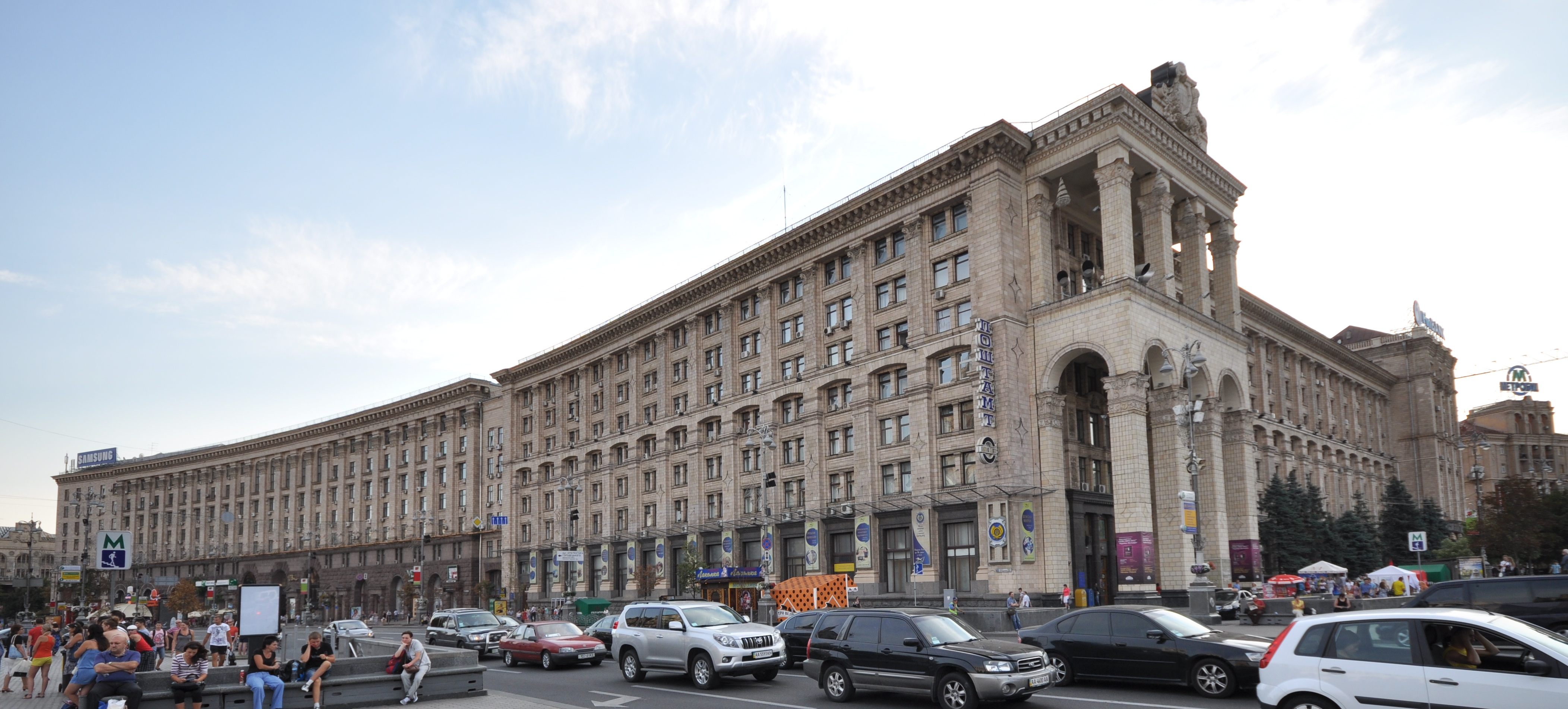
Послевоенная застройка Крещатика

После войны было принято решение заново отстроить Крещатик, сохранив конфигурацию улиц, однако здания были построены совершенно новые, в стиле «сталинского ампира». Улица застроена как единый архитектурный ансамбль. Ширина Крещатика увеличена до 75 метров. Профиль улицы сделался асимметричным: проезжая часть 24 метра, два тротуара по 14 метров каждый, отделённые от проезжей части рядом деревьев, и каштановый бульвар с правой стороны, который отделяет жилую застройку от проезжей части.
Киев оставался центром развития украинской национальной культуры. Однако уже в 1946 году советские власти начали волну идеологических чисток, которые нашли отклик в Постановлениях ЦК КПУ директивы «Об искажении и ошибках в освещении истории украинской литературы», «О журнале сатиры и юмора „Перец“», «О репертуаре драматических театров и мерах по его улучшению» и другие.

### Киев в период правления Н. С. Хрущёва
Смерть Сталина в 1953 году и приход к власти Хрущёва ознаменовались началом периода «оттепели». На волне ракетно-ядерной гонки и химизации народного хозяйства стремительно развивались научно-исследовательские институты АН УССР. В 1957 году основан Вычислительный центр АН УССР, в 1960 году в Институте физики запущен атомный реактор. В том же году пущен в эксплуатацию первый участок метрополитена, а население города превысило один миллион жителей.

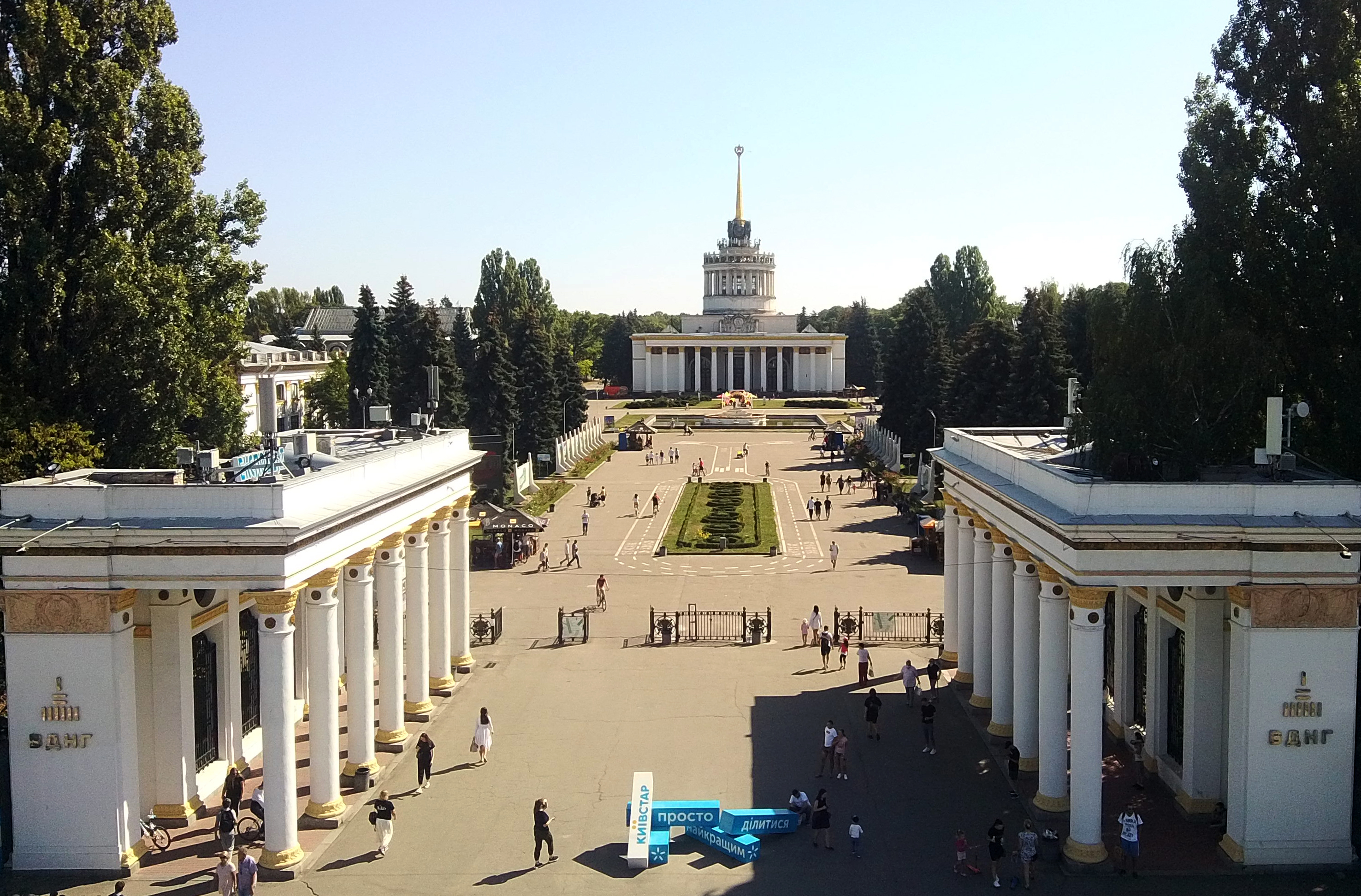
Выставка Достижений Народного Хозяйства УССР

Ослабление идеологического давления способствовало усиленной творческой активности. В Киеве дебютировали писатели Иван Драч, Виталий Коротич, Лина Костенко; композиторы Валентин Сильвестров и Леонид Грабовский; на киностудии имени А. Довженко были созданы такие киноленты, как «За двумя зайцами» (Виктор Иванов, 1961), «Тени забытых предков» (Сергей Параджанов, 1964). Однако начался процесс русификации: в 1959 году Верховный совет УССР утвердил закон, который давал право родителям выбирать для своих детей язык обучения.
В то же время очередная атеистическая кампания привела к закрытию ряда храмов, которые возобновили свою деятельность во время войны, сносу некоторых культовых сооружений, осквернению исторических захоронений (разгромлено Лукьяновское еврейское и караимское кладбище площадью свыше 25 га). Халатное отношение к технологическим требованиям привело к масштабной Куренёвской трагедии, которая длительное время замалчивалась властью. При невыясненных до конца обстоятельствах 24 мая 1964 года были уничтожены пожаром уникальные материалы из фондов Государственной публичной библиотеки АН УССР.
В 1960-е годы резко ускорились урбанизационные процессы, благодаря чему с 1959 по 1979 год общее количество постоянных жителей Киева возросло с 1,09 до 2,12 млн человек. В эти годы были возведены новые жилые массивы на левом берегу Днепра: Русановка, Березняки, Воскресенка, Левобережный, Комсомольский, Лесной, Радужный; позже: Вигуровщина-Троещина, Харьковский, Осокорки и Позняки. Построены многоэтажные гостиницы: «Лыбидь» (17 этажей, 1971 год), «Славутич» (16 этажей, 1972 год), «Киев» (20 этажей, 1973 год), «Русь» (21 этаж, 1979 год), «Турист» (26 этажей, 1980 год).
Разрасталась сеть высших учебных заведений, создавались новые культурные центры (в частности, Театр драмы и комедии, Молодёжный театр), музеи, среди которых Музей народной архитектуры и быта УССР, Музей истории Киева и Музей истории Великой Отечественной войны с 62-метровой статуей Родины-матери.
В эти годы столица Советской Украины была дважды удостоена ордена Ленина. Первым орденом Киев был награждён 22 мая 1954 года за успехи, достигнутые в возрождении республики в послевоенный период. Вторым орденом Ленина — в соответствии с Указом от 21 июня 1961 года «за проявленный героизм трудящимися города Киева в борьбе с немецко-фашистскими захватчиками при обороне столицы Советской Украины в июле — сентябре 1941 года». Другим Указом от 21 июня 1961 года была учреждена медаль «За оборону Киева» для награждения участников героической обороны города-героя Киева. Эти два Указа явились первыми официальными документами, в которых Киев был упомянут как город-герой.

### Киев в период правления Л. И. Брежнева
8 мая 1965 года Указом Президиума Верховного Совета СССР за выдающиеся заслуги перед Родиной, мужество и героизм, проявленные трудящимися города Киева в борьбе с немецко-фашистскими захватчиками, и в ознаменование 20-летия победы советского народа в Великой Отечественной войне 1941—1945 гг. Городу-Герою Киеву была вручена медаль «Золотая Звезда».
Вместе с тем с середины 1960-х возобновилась идеологическая диктатура, а Киев стал одним из центров диссидентского движения. Фактически сложились два основных направления диссидентского противостояния режиму. Первое из них ориентировалась на поддержку извне СССР, второе — на использование протестных настроений населения внутри страны. Деятельность строилась на апелляции к зарубежному общественному мнению, использовании западной прессы, неправительственных организаций, фондов, связей с политическими и государственными деятелями Запада. Диссиденты направляли открытые письма в центральные газеты и ЦК КПСС, изготавливали и распространяли самиздат, устраивали демонстрации. Начало широкого диссидентского движения связывают с процессом Даниэля и Синявского (1965), а также с вводом войск Варшавского договора в Чехословакию (1968). В 1976 году в Киеве была основана Украинская Хельсинкская группа, которая ратовала за защиту прав человека согласно Хельсинкскому соглашению, подписанному СССР годом ранее.

Киевская телебашня с подсветкой

В сфере образования наблюдалось интенсивное издание учебников, возвращена десятилетняя система образования. Однако наступил демографический кризис, рост городского населения продолжался лишь за счёт миграции и урбанизационных процессов.
В 1973 году было завершено строительство Киевской телебашни, которая по состоянию на 2013 год является самым высоким строением Украины и самым высоким решётчатым сооружением мира.
Не обошёл Киев процесс стагнации в экономике: темпы производства падали, конкурентоспособность товара снижалась. Городское население получало недостаточно продуктов питания, несмотря на существенные капиталовложения в сельское хозяйство. Имел место кадровый застой, городские чиновники в силу пожилого возраста уже не могли справляться со своими обязанностями, что также негативно сказывалось на благосостоянии города.
В 1977 году украинская студия хроникально-документальных фильмов выпустила фильм об истории Киева.

### Перестройка

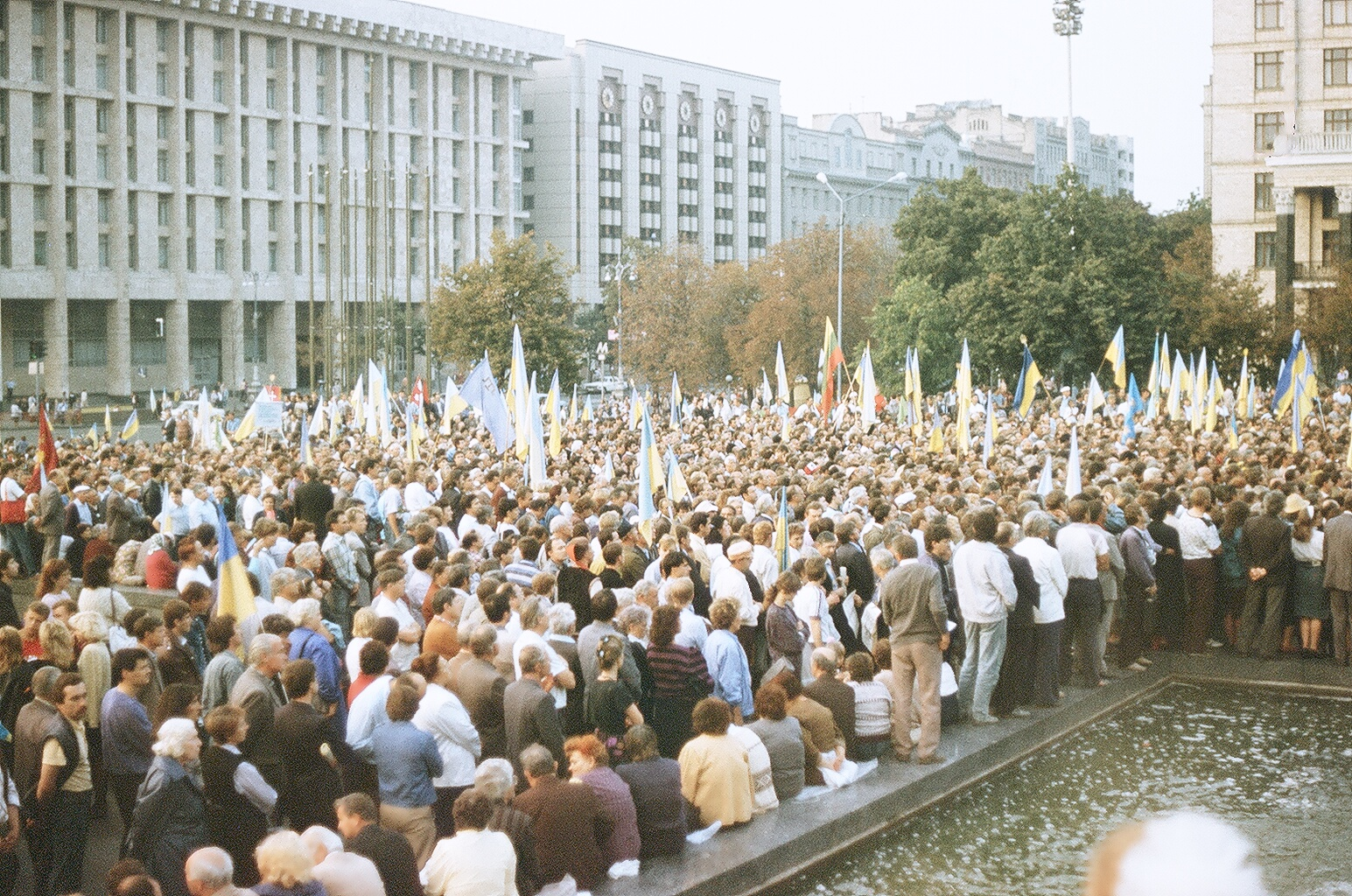
Митинг Народного Руха Украины в честь поднятия украинского флага над Киевским городским советом, 24 июля 1990 года

Несмотря на аварию на Чернобыльской АЭС 26 апреля 1986 года, в Киеве проводились праздничные торжества и демонстрации, приуроченные к Первомаю. Информация о происшествии была утаена, чтобы не было паники среди населения. Авария стала причиной значительного ухудшения экологической ситуации в Киеве, здоровье жителей города заметно ухудшилось, например, случаи рака щитовидной железы участились в пять раз. Многие продукты питания, подверженные радиоактивному загрязнению, первоначально тщательно проверялись радиометрами.
В 1987 году Олесь Шевченко основал в Киеве Украинский культурологический клуб. Клуб начинал свою деятельность с публичных дискуссий. Позже стали прибегать к публичным акциям. Была проведена демонстрация в годовщину аварии на ЧАЭС, также были планы провести сбор подписей для оправдания политзаключённых, но мероприятие было сорвано. Датой завершения деятельности клуба принято считать дату похорон В. Стуса.
Осенью 1989 года в Киеве состоялся учредительный съезд «Народного руха Украины за перестройку». Первым руководителем партии был Иван Драч. Вначале НРУ представлял собой объединение людей, иногда с диаметрально противоположными взглядами, от либерально настроенных коммунистов до радикальных националистов. Со временем, однако, большинство коммунистов и правых радикалов покинуло ряды движения в связи с преобладанием в нём участников с национал-демократическими взглядами. Одной из самых крупных акций партии стала «Живая цепь» от Ивано-Франковска до Киева 22 января 1990 года в честь 71-й годовщины так называемого «Акта Злуки».
24 июля 1990 года над зданием Киевского городского совета был поднят национальный украинский флаг.
Со 2 октября до 17 октября 1990 года длилась голодовка студентов на площади Октябрьской Революции (теперь майдан Незалежности) и массовые акции протестов в Киеве, главную роль в которых играли студенты и ученики техникумов и ПТУ. Правительство было вынуждено удовлетворить часть требований протестующих, которые касались военной службы, проведения новых выборов, национализации имущества и отставки Главы Совета Министров УССР.
24 августа 1991 года в Киеве Верховный Совет УССР утвердил Акт провозглашения независимости Украины.

## Столица независимой Украины
В 1991 году Киев стал столицей независимой Украины, однако в городе довольно трудно происходили позитивные сдвиги: нарастал общегосударственный социально-экономический кризис, который привёл к повышению уровня безработицы и сокращению производства. Ещё в 1980-х годах, с развитием коммерческих отношений, появились новые организованные бандитские группировки, так называемый рэкет. После этого в городе начали происходить перестрелки из-за распределения сфер влияния. Такая форма организованной преступности массово существовала до середины 1990-х.
В 1999 году был восстановлен разрушенный большевиками Михайловский Златоверхий монастырь. Через год был восстановлен Успенский собор Киево-Печерской лавры, а в 2003 году — Церковь Рождества Христова на Почтовой площади. В 2011 году построена первая киевская мечеть Ар-Рахма на Татарке, на склоне Щекавицы.

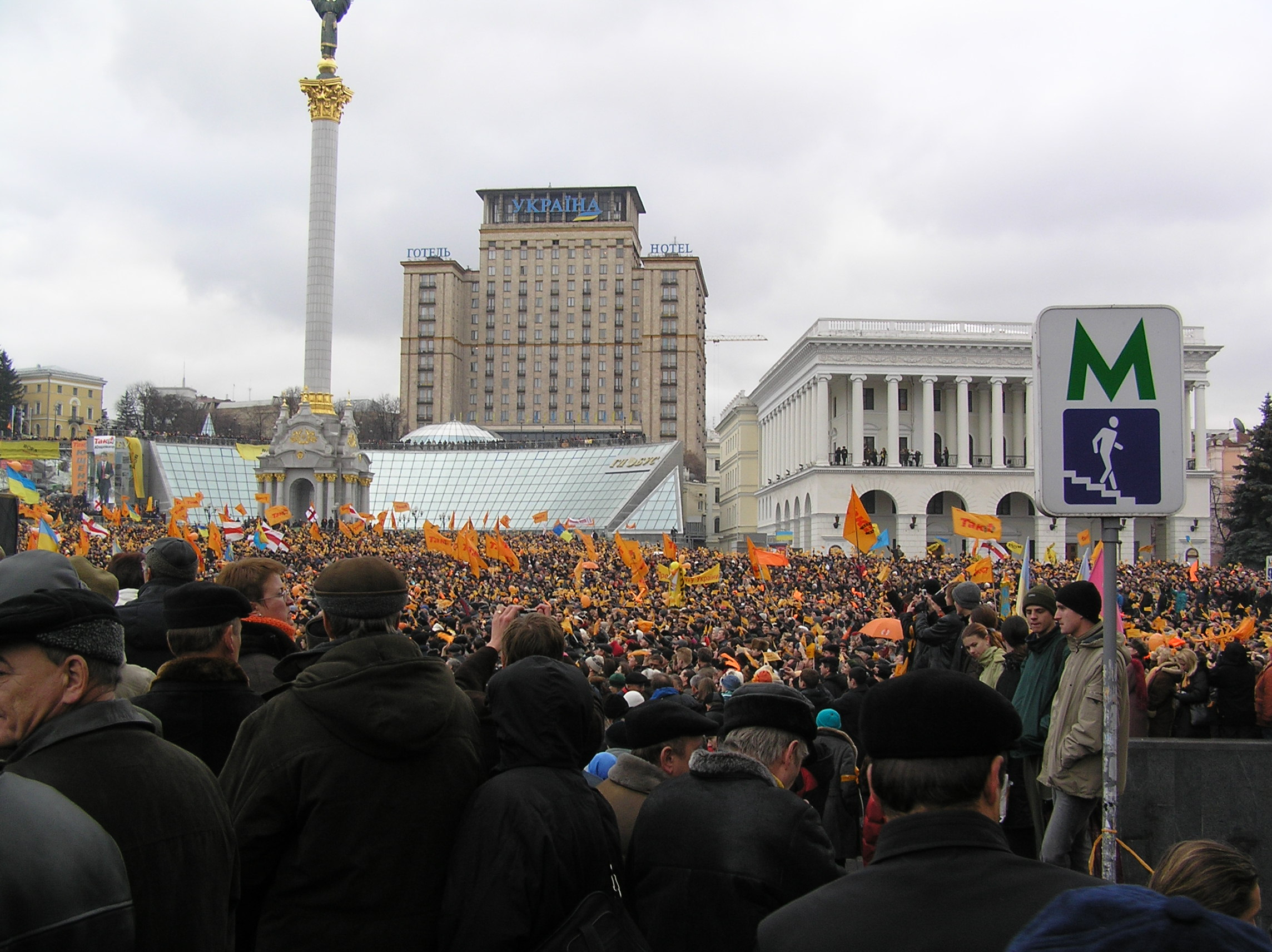
Манифестации во время «Оранжевой революции»

Была достроена линия метрополитена на Лукьяновку и Харьковский массив, открыто Певческое поле. Достопримечательностью транспортной инфраструктуры столицы стал Южный вокзал, построенный в 2001 году. Здание оформлено в романском стиле возле заново спланированной площади. Его постройка помогла разгрузить здание Центрального вокзала, построенного ещё в 1932 году.
В Киеве активно строятся торгово-развлекательные центры, часть здания которых размещается под землёй. Популярные ещё с 1970-х годов здания из стекла и бетона реконструируются и превращаются в современные офисные центры. Также проводится реставрация старых домов XIX — начала XX века в центральной части города, застройку которой планируется запретить. Относительно развития городской инфраструктуры приоритетным считается расширение и обновление парка общественного транспорта, замена и ремонт коммуникаций, строительство новых станций метро и дорожных развязок, создание эффективной системы очистки города от мусора. Важным аспектом также является привлечение инвестиций, строительство в Киеве штаб-квартир международных компаний и новых деловых центров. Кроме этого, планируется решить проблему точечной застройки.
В 2001 году была проведена Всеукраинская перепись населения. По её итогам население Киева составило более 2,6 миллиона человек. Процент украинцев в городе был равен 82,2 %.
22 ноября — 26 декабря 2004 — время проведения Оранжевой революции на майдане Незалежности против фальсификаций результатов президентских выборов. Благодаря акции президентом Украины стал Виктор Ющенко.
1 июля 2012 года в Киеве на стадионе «НСК Олимпийский» состоялся финал чемпионата Европы по футболу 2012, в котором Испания победила Италию.

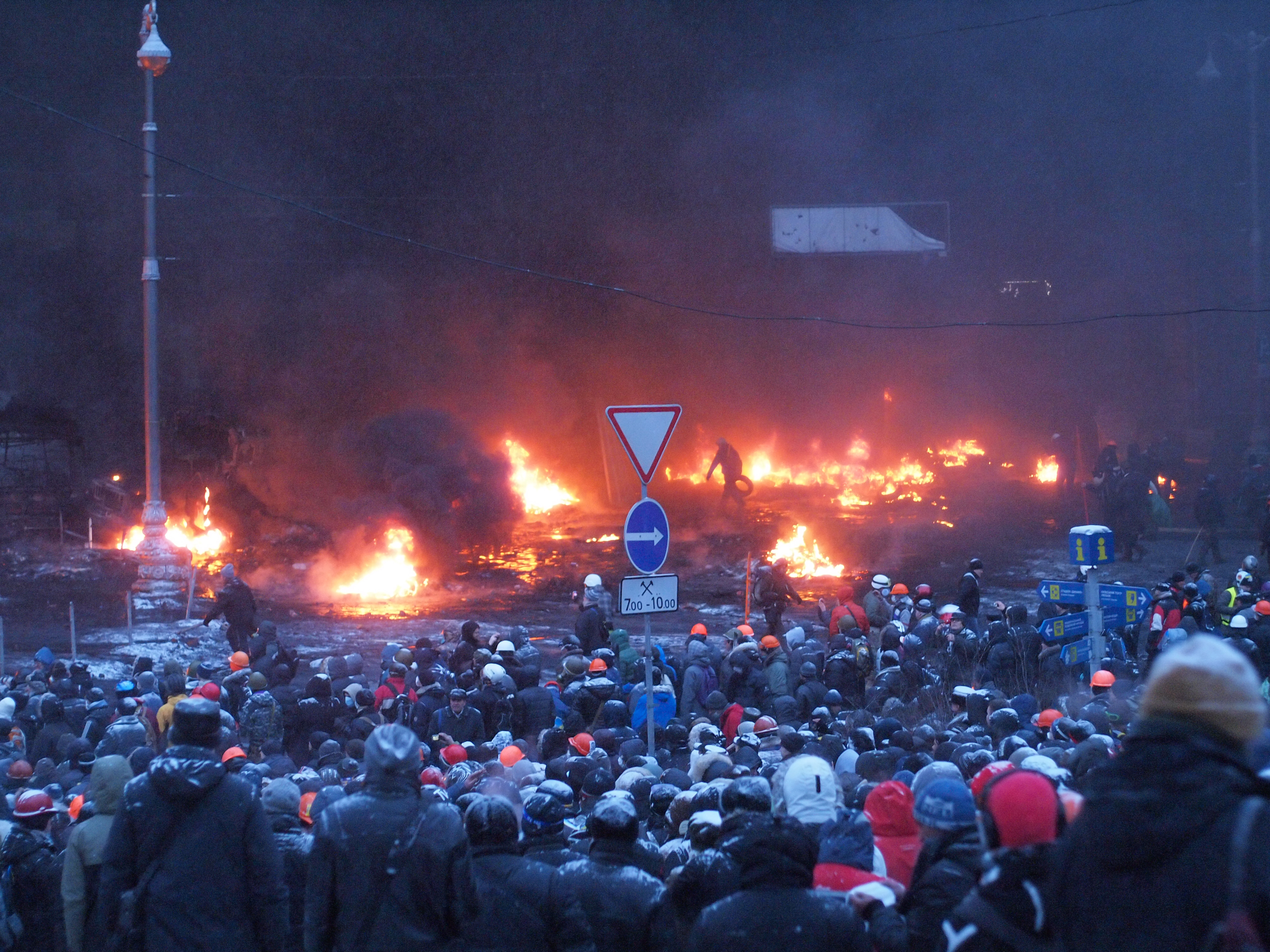
Противостояние на улице Грушевского, январь 2014 года

21 ноября 2013 года в ответ на приостановку украинским правительством процесса подготовки к подписанию соглашения об ассоциации между Украиной и Евросоюзом в Киеве началась массовая многомесячная акция протеста, получившая название Евромайдан. Участники Евромайдана построили на Майдане Незалежности палаточный городок, который был окружен несколькими линиями баррикад. В феврале 2014 года противостояние властей и оппозиции в центре Киева переросло в кровопролитные столкновения демонстрантов с правоохранительными силами, приведших к гибели десятков людей и смене власти в Украине. Майдан во время Революции достоинства получил значительные повреждения, и к его восстановлению приступили только в августе 2014 года, после окончательного разбора палаточного городка, остававшегося на главной площади города со времён протестов зимы 2013—2014 годов.
Во время Евромайдана в декабре 2013 года протестующие снесли памятник Ленину на бульваре Шевченко, что спровоцировало массовый «ленинопад» в Украине. После Евромайдана в Украине началась новая волна декоммунизации. В период с 2014 по 2020 год в Киеве было переименовано 226 улиц.

### Киев во время войны с Россией
24 февраля 2022 года в 5 часов утра в Киеве прозвучали первые взрывы от российских ракетных ударов. Началось вторжение российской армии в Украину. Уже утром 24 февраля российские войска начали наступление на Киев с территории Беларуси. С целью захвата столицы Украины россияне высадили десант в Гостомеле и начали наступление через Чернобыльскую зону. Согласно данным издания The Washington Post, ФСБ рассчитывала на быстрый захват российскими силами украинской столицы и подготовила два варианта марионеточных правительств Украины.
За несколько недель до вторжения России на фоне растущей угрозы российской агрессии украинские военные начали подготовку к войне. Командующий сухопутными войсками Украины генерал-полковник Александр Сырский организовал две линии обороны города: непосредственно в самом Киеве и в окрестностях города. 14 февраля 2022 года мэр Киева Виталий Кличко объявил о создании системы управления территориальной обороны столицы. Однако в первые недели полномасштабной войны территориальная оборона Киева не была в достаточной мере организована, и она так и не станет по-настоящему значимой силой.

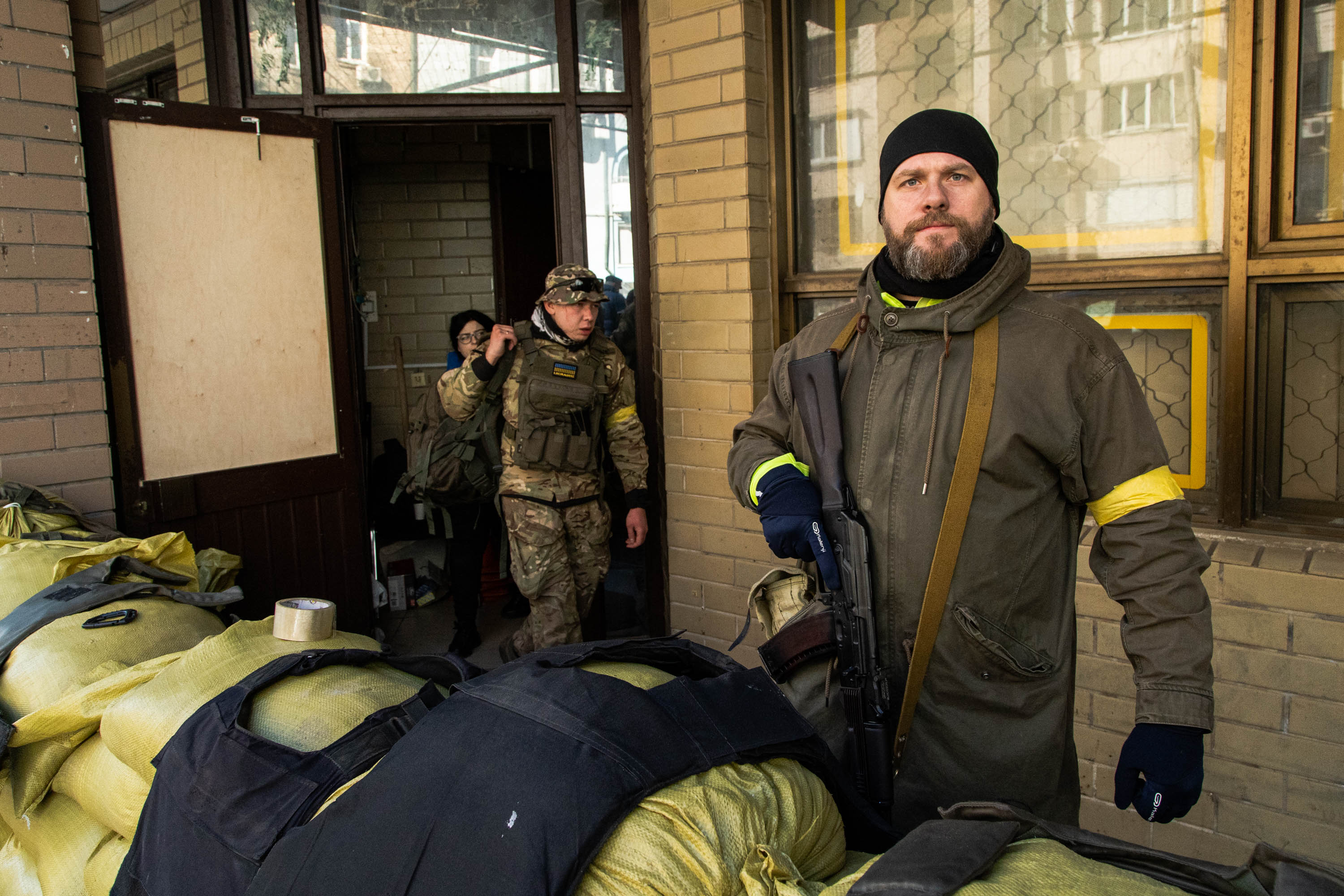
Киевляне готовятся к защите своего города, 26 февраля 2022 года

После начала вторжения в Киеве была развернута система инженерных заграждений: во всех районах города были возведены многочисленные блокпосты, окопы, блиндажи. На центральных улицах Киева были возведены баррикады и установлены противотанковые ежи. В первые дни войны украинские власти раздали около 25 тысяч автоматов желающим принять участие в обороне города.
С началом боевых действий множество людей начали бежать из столицы. По словам мэра Киева, в первые две недели полномасштабной войны с Россией, из Киева выехало до половины его жителей. Город сковывали массовые пробки. В первый день вторжения ряд украинских чиновников призывали украинского президента Владимира Зеленского эвакуироваться из столицы, однако тот остался в городе.
В течение первых недель войны Киев неоднократно подвергался российским бомбардировкам. В эти дни киевский метрополитен полностью остановил движение поездов и перешёл в режим укрытия.
Украинским силам удалось остановить и частично уничтожить российскую группировку, которая пыталась захватить Киев. Российская армия проиграла битву за Киев и была вынуждена отступить.
Хотя россиянам не удалось быстро захватить Киев, однако российские войска оккупировали часть Киевской области, включая города Ирпень, Бучу, Гостомель. В начале апреля 2022 года Киевская область была полностью освобождена от российских войск. После освобождения Киевской области в оставленных россиянами городах были обнаружены следы военных преступлений, в частности в Буче.
К лету 2022 года в Киеве, несмотря на продолжавшуюся войну с Россией, начала налаживаться нормальная жизнь. С осени 2022 года Киев вновь стал подвергаться российским атакам, которые были нацелены на инфраструктуру и гражданские объекты. Россияне атаковали украинскую энергосистему, пытаясь оставить население Украины без тепла и электроэнергии в зимний период. В результате этих атак Киев столкнулся с регулярными отключениями электроэнергии.
По состоянию на начало 2025 года, с начала широкомасштабного вторжения в 2022 году в Киеве от обстрелов погибло 210 мирных жителей, ещё 1395 человек получили ранения.

## Комментарии
1. ↑  Древнейшая хронология «Повести временных лет» представляет собой результат искусственных калькуляций и исторически малодостоверна[47]. Культурный слой IX — начала X веков в Новгороде не обнаружен[48].
2. ↑  В более позднее время у татарских, а также некоторых европейских и еврейских писателей Киев назывался тюркским словом Манкерман — «великий город». В сагах Киев известен под названием «Кунигард» (Kænugardr)[56].